# Lista över vinnare i Eurovision Song Contest
 Sjuttio låtar har vunnit Eurovision Song Contest, en årlig tävling organiserad av medlemsländerna i den Europeiska radio- och TV-unionen. Tävlingen, som sänts varje år sedan dess debut 1956, är ett av de längst pågående tv-programmen i världen. Tävlingens vinnare har fastställs med hjälp av olika röstningstekniker, de mest använda är poäng från jurygrupper och av tittare. Landet som fått flest poäng vinner tävlingen. Den första upplagan av tävlingen använde sig inte av röstning, utan bara vinnaren tillkännagavs.
Det har varit 67 tävlingar, med en vinnare varje år förutom 1969 då det var fyra vinnare som delade på förstaplatsen. Tjugosju olika länder har vunnit tävlingen. Schweiz vann första tävlingen 1956. Två länder har vunnit 7 gånger, Irland och Sverige. Sverige vann den senaste Eurovision Song Contest i Liverpool 2023, vilket medförde att därefter har både Sverige och Irland titeln som de länder med flest vinster.
Två personer har vunnit tävlingen mer än en gång. Detta är Johnny Logan, som framförde låten "What's Another Year?" år 1980 och "Hold Me Now" år 1987. Logan är också en av få som har skrivit mer än ett vinnande bidrag ("Hold Me Now" år 1987 och "Why Me?" år 1992, framförd av Linda Martin ). Den andra som vunnit två gånger är Loreen som framförde låten "Euphoria" år 2012 och låten "Tattoo" år 2023. Dessa två låtar har samma låtskrivare, Thomas G:son och Peter Boström. Genom att ha skrivit dessa två låtar blir de speciella eftersom de är de enda två låtskrivarna som har varit med och skrivit två vinnarlåtar.
Detta gör Logan till den enda person som har tre Eurovision-segrar bakom sig, antingen som artist, låtskrivare eller båda. De andra fyra låtskrivarna delaktiga i mer än ett vinnande bidrag är Willy van Hemert (Nederländerna 1957 och 1959), Yves Dessca (Monaco 1971 och Luxemburg 1972), Rolf Løvland (Norge 1985 och 1995) och Brendan Graham (Irland, 1994 och 1996).
Att vinna Eurovision Song Contest ger ett unikt tillfälle för den vinnande artisten/gruppen att utnyttja sin framgång och publicitet genom att lansera eller främja sin internationella karriär under sina år som aktiv sångare. Men under tävlingens historia har relativt få av dessa artister blivit stora internationella stjärnor. De mest anmärkningsvärda vinnande Eurovision-artisterna, vars karriär direkt tog dem till rampljuset efter segern, var medlemmarna i Abba, som vann år 1974 för Sverige med sin låt "Waterloo". Abba fortsatte att vara ett av de mest framgångsrika banden under sin tid. En annan anmärkningsvärd vinnare som senare uppnådde internationell berömmelse och framgång var Céline Dion, som vann år 1988 för Schweiz med låten "Ne partez pas sans moi".

## Vinnare genom tiderna (1956–2025)
| År   | Datum    | Värdstad    | Vinnare                                                          | Bidrag                                                           | Framförd av                                                      | Språk                                                            | Poäng                                                            | Marginal                                                         | Andraplats                                                       |
| ---- | -------- | ----------- | ---------------------------------------------------------------- | ---------------------------------------------------------------- | ---------------------------------------------------------------- | ---------------------------------------------------------------- | ---------------------------------------------------------------- | ---------------------------------------------------------------- | ---------------------------------------------------------------- |
| 1956 | 24 maj   | Lugano      | Schweiz                                                          | Refrain                                                          | Lys Assia                                                        | Franska                                                          | Inte presenterat                                                 | Inte presenterat                                                 | Inte presenterat                                                 |
| 1957 | 3 mars   | Frankfurt   | Nederländerna                                                    | Net als toen                                                     | Corry Brokken                                                    | Nederländska                                                     | 31                                                               | 14                                                               | Frankrike                                                        |
| 1958 | 12 mars  | Hilversum   | Frankrike                                                        | Dors, mon amour                                                  | André Claveau                                                    | Franska                                                          | 27                                                               | 3                                                                | Schweiz                                                          |
| 1959 | 11 mars  | Cannes      | Nederländerna                                                    | Een beetje                                                       | Teddy Scholten                                                   | Nederländska                                                     | 21                                                               | 5                                                                | Storbritannien                                                   |
| 1960 | 29 mars  | London      | Frankrike                                                        | Tom Pillibi                                                      | Jacqueline Boyer                                                 | Franska                                                          | 32                                                               | 7                                                                | Storbritannien                                                   |
| 1961 | 18 mars  | Cannes      | Luxemburg                                                        | Nous les amoreux                                                 | Jean-Claude Pascal                                               | Franska                                                          | 31                                                               | 7                                                                | Storbritannien                                                   |
| 1962 | 18 mars  | Luxemburg   | Frankrike                                                        | Un premier amour                                                 | Isabelle Aubret                                                  | Franska                                                          | 26                                                               | 13                                                               | Monaco                                                           |
| 1963 | 23 mars  | London      | Danmark                                                          | Dansevise                                                        | Grethe och Jørgen Ingmann                                        | Danska                                                           | 42                                                               | 2                                                                | Schweiz                                                          |
| 1964 | 21 mars  | Köpenhamn   | Italien                                                          | Non ho l'età                                                     | Gigliola Cinquetti                                               | Italienska                                                       | 49                                                               | 32                                                               | Storbritannien                                                   |
| 1965 | 20 mars  | Neapel      | Luxemburg                                                        | Poupée de cire, poupée de son                                    | France Gall                                                      | Franska                                                          | 32                                                               | 6                                                                | Storbritannien                                                   |
| 1966 | 5 mars   | Luxemburg   | Österrike                                                        | Merci, Chérie                                                    | Udo Jürgens                                                      | Tyska                                                            | 31                                                               | 15                                                               | Sverige                                                          |
| 1967 | 8 april  | Wien        | Storbritannien                                                   | Puppet on a String                                               | Sandie Shaw                                                      | Engelska                                                         | 47                                                               | 25                                                               | Irland                                                           |
| 1968 | 6 april  | London      | Spanien                                                          | La, la, la                                                       | Massiel                                                          | Spanska                                                          | 29                                                               | 1                                                                | Storbritannien                                                   |
| 1969 | 29 mars  | Madrid      | Spanien                                                          | Vivo cantando                                                    | Salomé                                                           | Spanska                                                          | 18                                                               | 5                                                                | Schweiz                                                          |
| 1969 | 29 mars  | Madrid      | Storbritannien                                                   | Boom Bang-a-Bang                                                 | Lulu                                                             | Engelska                                                         | 18                                                               | 5                                                                | Schweiz                                                          |
| 1969 | 29 mars  | Madrid      | Nederländerna                                                    | De troubadour                                                    | Lenny Kuhr                                                       | Nederländska                                                     | 18                                                               | 5                                                                | Schweiz                                                          |
| 1969 | 29 mars  | Madrid      | Frankrike                                                        | Un jour, un enfant                                               | Frida Boccara                                                    | Franska                                                          | 18                                                               | 5                                                                | Schweiz                                                          |
| 1970 | 21 mars  | Amsterdam   | Irland                                                           | All Kinds of Everything                                          | Dana                                                             | Engelska                                                         | 32                                                               | 6                                                                | Storbritannien                                                   |
| 1971 | 3 april  | Dublin      | Monaco                                                           | Un banc, un arbre, une rue                                       | Séverine                                                         | Franska                                                          | 128                                                              | 12                                                               | Spanien                                                          |
| 1972 | 25 mars  | Edinburgh   | Luxemburg                                                        | Après toi                                                        | Vicky Leandros                                                   | Franska                                                          | 128                                                              | 14                                                               | Storbritannien                                                   |
| 1973 | 7 april  | Luxemburg   | Luxemburg                                                        | Tu te reconnaîtras                                               | Anne-Marie David                                                 | Franska                                                          | 129                                                              | 4                                                                | Spanien                                                          |
| 1974 | 6 april  | Brighton    | Sverige                                                          | Waterloo                                                         | Abba                                                             | Engelska                                                         | 24                                                               | 6                                                                | Italien                                                          |
| 1975 | 22 mars  | Stockholm   | Nederländerna                                                    | Ding-A-Dong                                                      | Teach-In                                                         | Engelska                                                         | 152                                                              | 14                                                               | Storbritannien                                                   |
| 1976 | 3 april  | Haag        | Storbritannien                                                   | Save Your Kisses for Me                                          | Brotherhood of Man                                               | Engelska                                                         | 164                                                              | 17                                                               | Frankrike                                                        |
| 1977 | 7 maj    | London      | Frankrike                                                        | L'Oiseau et L'Enfant                                             | Marie Myriam                                                     | Franska                                                          | 136                                                              | 15                                                               | Storbritannien                                                   |
| 1978 | 22 april | Paris       | Israel                                                           | A-Ba-Ni-Bi (א-ב-ני-בי)                                           | Izhar Cohen & Alphabeta                                          | Hebreiska                                                        | 157                                                              | 32                                                               | Belgien                                                          |
| 1979 | 31 mars  | Jerusalem   | Israel                                                           | Hallelujah (הללויה)                                              | Gali Atari och Milk and Honey                                    | Hebreiska                                                        | 125                                                              | 9                                                                | Spanien                                                          |
| 1980 | 19 april | Haag        | Irland                                                           | What's Another Year?                                             | Johnny Logan                                                     | Engelska                                                         | 143                                                              | 15                                                               | Tyskland                                                         |
| 1981 | 4 april  | Dublin      | Storbritannien                                                   | Making Your Mind Up                                              | Bucks Fizz                                                       | Engelska                                                         | 136                                                              | 4                                                                | Tyskland                                                         |
| 1982 | 24 april | Harrogate   | Tyskland                                                         | Ein bißchen Frieden                                              | Nicole                                                           | Tyska                                                            | 161                                                              | 61                                                               | Israel                                                           |
| 1983 | 23 april | München     | Luxemburg                                                        | Si la vi est cadeau                                              | Corinne Hermès                                                   | Franska                                                          | 142                                                              | 6                                                                | Israel                                                           |
| 1984 | 5 maj    | Luxemburg   | Sverige                                                          | Diggi-Loo Diggi-Ley                                              | Herreys                                                          | Svenska                                                          | 145                                                              | 8                                                                | Irland                                                           |
| 1985 | 4 maj    | Göteborg    | Norge                                                            | La det swinge                                                    | Bobbysocks!                                                      | Norska                                                           | 123                                                              | 18                                                               | Tyskland                                                         |
| 1986 | 3 maj    | Bergen      | Belgien                                                          | J'aime la vie                                                    | Sandra Kim                                                       | Franska                                                          | 176                                                              | 36                                                               | Schweiz                                                          |
| 1987 | 9 maj    | Bryssel     | Irland                                                           | Hold Me Now                                                      | Johnny Logan                                                     | Engelska                                                         | 172                                                              | 31                                                               | Tyskland                                                         |
| 1988 | 30 april | Dublin      | Schweiz                                                          | Ne partez pas sans moi                                           | Céline Dion                                                      | Franska                                                          | 137                                                              | 1                                                                | Storbritannien                                                   |
| 1989 | 6 maj    | Lausanne    | Jugoslavien                                                      | Rock Me                                                          | Riva                                                             | Kroatiska                                                        | 137                                                              | 7                                                                | Storbritannien                                                   |
| 1990 | 5 maj    | Zagreb      | Italien                                                          | Insieme: 1992                                                    | Toto Cutugno                                                     | Italienska                                                       | 149                                                              | 17                                                               | Irland Frankrike                                                 |
| 1991 | 4 maj    | Rom         | Sverige                                                          | Fångad av en stormvind                                           | Carola                                                           | Svenska                                                          | 146                                                              | 0                                                                | Frankrike                                                        |
| 1992 | 9 maj    | Malmö       | Irland                                                           | Why Me?                                                          | Linda Martin                                                     | Engelska                                                         | 155                                                              | 16                                                               | Storbritannien                                                   |
| 1993 | 15 maj   | Millstreet  | Irland                                                           | In Your Eyes                                                     | Niamh Kavanagh                                                   | Engelska                                                         | 187                                                              | 23                                                               | Storbritannien                                                   |
| 1994 | 30 april | Dublin      | Irland                                                           | Rock 'n' Roll Kids                                               | Paul Harrington and Charlie McGettigan                           | Engelska                                                         | 226                                                              | 60                                                               | Polen                                                            |
| 1995 | 13 maj   | Dublin      | Norge                                                            | Nocturne                                                         | Secret Garden                                                    | Norska                                                           | 148                                                              | 29                                                               | Spanien                                                          |
| 1996 | 18 maj   | Oslo        | Irland                                                           | The Voice                                                        | Eimear Quinn                                                     | Engelska                                                         | 162                                                              | 48                                                               | Norge                                                            |
| 1997 | 3 maj    | Dublin      | Storbritannien                                                   | Love Shine a Light                                               | Katrina and the Waves                                            | Engelska                                                         | 227                                                              | 70                                                               | Irland                                                           |
| 1998 | 9 maj    | Birmingham  | Israel                                                           | Diva (דיווה)                                                     | Dana International                                               | Hebreiska                                                        | 172                                                              | 6                                                                | Storbritannien                                                   |
| 1999 | 29 maj   | Jerusalem   | Sverige                                                          | Take Me to Your Heaven                                           | Charlotte Nilsson                                                | Engelska                                                         | 163                                                              | 17                                                               | Island                                                           |
| 2000 | 13 maj   | Stockholm   | Danmark                                                          | Fly on the Wings of Love                                         | Olsen Brothers                                                   | Engelska                                                         | 195                                                              | 40                                                               | Ryssland                                                         |
| 2001 | 12 maj   | Köpenhamn   | Estland                                                          | Everybody                                                        | Tanel Padar, Dave Benton och 2XL                                 | Engelska                                                         | 198                                                              | 21                                                               | Danmark                                                          |
| 2002 | 25 maj   | Tallinn     | Lettland                                                         | I Wanna                                                          | Marie N                                                          | Engelska                                                         | 176                                                              | 12                                                               | Malta                                                            |
| 2003 | 24 maj   | Riga        | Turkiet                                                          | Everyway That I Can                                              | Sertab Erener                                                    | Engelska                                                         | 167                                                              | 2                                                                | Belgien                                                          |
| 2004 | 15 maj   | Istanbul    | Ukraina                                                          | Wild Dances                                                      | Ruslana                                                          | Engelska                                                         | 280                                                              | 17                                                               | Serbien och Montenegro                                           |
| 2005 | 21 maj   | Kiev        | Grekland                                                         | My Number One                                                    | Helena Paparizou                                                 | Engelska                                                         | 230                                                              | 38                                                               | Malta                                                            |
| 2006 | 20 maj   | Aten        | Finland                                                          | Hard Rock Hallelujah                                             | Lordi                                                            | Engelska                                                         | 292                                                              | 44                                                               | Ryssland                                                         |
| 2007 | 12 maj   | Helsingfors | Serbien                                                          | Molitva (Молитва)                                                | Marija Šerifović                                                 | Serbiska                                                         | 268                                                              | 33                                                               | Ukraina                                                          |
| 2008 | 24 maj   | Belgrad     | Ryssland                                                         | Believe                                                          | Dima Bilan                                                       | Engelska                                                         | 272                                                              | 42                                                               | Ukraina                                                          |
| 2009 | 16 maj   | Moskva      | Norge                                                            | Fairytale                                                        | Alexander Rybak                                                  | Engelska                                                         | 387                                                              | 169                                                              | Island                                                           |
| 2010 | 29 maj   | Oslo        | Tyskland                                                         | Satellite                                                        | Lena                                                             | Engelska                                                         | 246                                                              | 76                                                               | Turkiet                                                          |
| 2011 | 14 maj   | Düsseldorf  | Azerbajdzjan                                                     | Running Scared                                                   | Ell & Nikki                                                      | Engelska                                                         | 221                                                              | 32                                                               | Italien                                                          |
| 2012 | 26 maj   | Baku        | Sverige                                                          | Euphoria                                                         | Loreen                                                           | Engelska                                                         | 372                                                              | 113                                                              | Ryssland                                                         |
| 2013 | 18 maj   | Malmö       | Danmark                                                          | Only Teardrops                                                   | Emmelie de Forest                                                | Engelska                                                         | 281                                                              | 47                                                               | Azerbajdzjan                                                     |
| 2014 | 10 maj   | Köpenhamn   | Österrike                                                        | Rise Like a Phoenix                                              | Conchita Wurst                                                   | Engelska                                                         | 290                                                              | 52                                                               | Nederländerna                                                    |
| 2015 | 23 maj   | Wien        | Sverige                                                          | Heroes                                                           | Måns Zelmerlöw                                                   | Engelska                                                         | 365                                                              | 62                                                               | Ryssland                                                         |
| 2016 | 14 maj   | Stockholm   | Ukraina                                                          | 1944                                                             | Jamala                                                           | Engelska, krimtatariska                                          | 534                                                              | 23                                                               | Australien                                                       |
| 2017 | 13 maj   | Kiev        | Portugal                                                         | Amar pelos dois                                                  | Salvador Sobral                                                  | Portugisiska                                                     | 758                                                              | 143                                                              | Bulgarien                                                        |
| 2018 | 12 maj   | Lissabon    | Israel                                                           | Toy                                                              | Netta                                                            | Engelska                                                         | 529                                                              | 93                                                               | Cypern                                                           |
| 2019 | 18 maj   | Tel Aviv    | Nederländerna                                                    | Arcade                                                           | Duncan Laurence                                                  | Engelska                                                         | 492                                                              | 27                                                               | Italien                                                          |
| 2020 | 16 maj   | Rotterdam   | Tävlingen ställdes in på grund av Coronaviruspandemin 2019–2021. | Tävlingen ställdes in på grund av Coronaviruspandemin 2019–2021. | Tävlingen ställdes in på grund av Coronaviruspandemin 2019–2021. | Tävlingen ställdes in på grund av Coronaviruspandemin 2019–2021. | Tävlingen ställdes in på grund av Coronaviruspandemin 2019–2021. | Tävlingen ställdes in på grund av Coronaviruspandemin 2019–2021. | Tävlingen ställdes in på grund av Coronaviruspandemin 2019–2021. |
| 2021 | 22 maj   | Rotterdam   | Italien                                                          | Zitti E Buoni                                                    | Måneskin                                                         | Italienska                                                       | 524                                                              | 25                                                               | Frankrike                                                        |
| 2022 | 14 maj   | Turin       | Ukraina                                                          | Stefania                                                         | Kalush Orchestra                                                 | Ukrainska                                                        | 631                                                              | 165                                                              | Storbritannien                                                   |
| 2023 | 13 maj   | Liverpool   | Sverige                                                          | Tattoo                                                           | Loreen                                                           | Engelska                                                         | 583                                                              | 57                                                               | Finland                                                          |
| 2024 | 11 maj   | Malmö       | Schweiz                                                          | The Code                                                         | Nemo                                                             | Engelska                                                         | 591                                                              | 44                                                               | Kroatien                                                         |
| 2025 | 17 maj   | Basel       | Österrike                                                        | Wasted Love                                                      | JJ                                                               | Engelska                                                         | 436                                                              | 79                                                               | Israel                                                           |

### Artister och låtskrivare med ett flertal vinster
Följande individer har vunnit Eurovision Song Contest som artist eller som låtskrivare mer än en gång. Fet indikerar vinst som artist. Kursiv indikerar vinst som låtskrivare.
| Antal vinster | Namn             | År               |
| ------------- | ---------------- | ---------------- |
| 3             | Johnny Logan     | 1980, 1987, 1992 |
| 2             | Willy van Hemert | 1957, 1959       |
| 2             | Yves Dessca      | 1971, 1972       |
| 2             | Rolf Løvland     | 1985, 1995       |
| 2             | Brendan Graham   | 1994, 1996       |
| 2             | Loreen           | 2012, 2023       |
| 2             | Thomas G:son     | 2012, 2023       |
| 2             | Peter Boström    | 2012, 2023       |

## Observationer
Elva Eurovision-vinnare (tillsammans med tre icke-vinnare) deltog vid Congratulations-konserten 2005, där Abbas "Waterloo" blev framröstad som den populäraste sången i tävlingens första femtio år.
Irland, med sju vinster. Irland vann också tävlingen tre år i rad (1992, 1993, 1994) mer än något annat land någonsin åstadkommit. Tre länder har vunnit två gånger i rad, Spanien (1968 och 1969), Luxemburg (1972 och 1973) och Israel (1978 och 1979). Serbien är det enda landet som vunnit med sitt debuterande bidrag (2007), dock tävlade Serbien tidigare som en del av Jugoslavien och Serbien och Montenegro.
Ändringar i röstningssystemet, inklusive en stadig tillväxt i antalet deltagande och röstande länder, innebär att de intjänade poängen inte är jämförbara under årtiondena. Portugals Salvador Sobral innehar rekordet av det högsta antalet poäng i tävlingens historia då landet fick 758 poäng med låten "Amar pelos dois".  Norges Alexander Rybak innehar den största vinstmarginalen i totala poäng, 169 poäng före den som kom på andra plats 2009. Italiens Gigliola Cinquetti innehar rekordet för största seger i procent, med nästan tre gånger så mycket  som den som kom på andra plats (49 poäng jämfört med 17) år 1964.  Norges Bobbysocks! fick det lägsta antalet poäng en vinnare har fått, 123 poäng av de 216 möjliga från 18 andra länder under röstningssystemet mellan åren 1975-2015. Den lägsta poängen en vinnare har fått genom tiderna är 18 poäng av de 160 möjliga från 16 andra länder det året då det var fyra segrare i tävlingen, år 1969. 
Under röstningssystemet som användes mellan åren 1975-2015, där varje land ger flest poäng till sin favorit, fick Sveriges Loreen i Eurovision 2012 maxpoäng från 18 av 41 länder (exklusive Sverige) vilket är det största antalet maxpoäng som ett bidrag har fått genom tiderna. Brittiska Brotherhood of Man med låten "Save Your Kisses for Me" innehar rekordet av den högsta genomsnittliga poängen för ett deltagande land, med i genomsnitt 9,65 poäng mottagna från varje land. Vinnaren 2011, Ell & Nikki från Azerbajdzjan, innehar den lägsta genomsnittliga poängen för ett vinnande bidrag som fick 5,14 poäng från varje land. 
Storbritannien har slutat på andra plats sexton gånger i Eurovision (senast 2022), mer än något annat land.  Det mest framgångsrika landet som aldrig har vunnit tävlingen är Malta, som kom på andra plats åren 2002 och 2005 och tredje plats åren 1992 och 1998. Island har också kommit på andra plats två gånger, åren 1999 och 2009. 
Det var ingen officiell andraplats åren 1956 och 1969. År 1956 presenterades endast vinnaren, Schweiz, medan det finns spekulativa rapporter att Tyskland kom på andra plats med "Im Wartesaal zum Großen Glück" av Walter Andreas Schwarz, eftersom Tyskland valdes som värdland år 1957. 1969 delade fyra bidrag förstaplatsen av anledningen att de alla fick samma antal poäng; femte plats uppnåddes av Schweiz, som inte anses vara en andrapristagare, på grund av den delade förstaplatsen.

## Vinster per land

Kartan visar antal vinster bland de deltagande länderna fram till 2023.

| Vinster | Land           | År                                       |
| ------- | -------------- | ---------------------------------------- |
| 7       | Irland         | 1970, 1980, 1987, 1992, 1993, 1994, 1996 |
| 7       | Sverige        | 1974, 1984, 1991, 1999, 2012, 2015, 2023 |
| 5       | Frankrike      | 1958, 1960, 1962, 1969, 1977             |
| 5       | Luxemburg      | 1961, 1965, 1972, 1973, 1983             |
| 5       | Storbritannien | 1967, 1969, 1976, 1981, 1997             |
| 5       | Nederländerna  | 1957, 1959, 1969, 1975, 2019             |
| 4       | Israel         | 1978, 1979, 1998, 2018                   |
| 3       | Norge          | 1985, 1995, 2009                         |
| 3       | Danmark        | 1963, 2000, 2013                         |
| 3       | Italien        | 1964, 1990, 2021                         |
| 3       | Ukraina        | 2004, 2016, 2022                         |
| 3       | Österrike      | 1966, 2014, 2025                         |
| 3       | Schweiz        | 1956, 1988, 2024                         |
| 2       | Spanien        | 1968, 1969                               |
| 2       | Tyskland       | 1982, 2010                               |
| 1       | Monaco         | 1971                                     |
| 1       | Belgien        | 1986                                     |
| 1       | Jugoslavien    | 1989                                     |
| 1       | Estland        | 2001                                     |
| 1       | Lettland       | 2002                                     |
| 1       | Turkiet        | 2003                                     |
| 1       | Grekland       | 2005                                     |
| 1       | Finland        | 2006                                     |
| 1       | Serbien        | 2007                                     |
| 1       | Ryssland       | 2008                                     |
| 1       | Azerbajdzjan   | 2011                                     |
| 1       | Portugal       | 2017                                     |

## Placeringar (topp 3)
| Plac. | Land                    | Vinster | Andra-platser | Tredje-platser | Bästa plac.    |
| ----- | ----------------------- | ------- | ------------- | -------------- | -------------- |
| 1     | Irland                  | 7       | 4             | 1              | 1              |
| 2     | Sverige                 | 7       | 1             | 6              | 1              |
| 3     | Storbritannien          | 5       | 16            | 3              | 1              |
| 4     | Frankrike               | 5       | 5             | 7              | 1              |
| 5     | Nederländerna           | 5       | 1             | 1              | 1              |
| 6     | Luxemburg               | 5       | 0             | 2              | 1              |
| 7     | Israel                  | 4       | 3             | 2              | 1              |
| 8     | Italien                 | 3       | 3             | 5              | 1              |
| 9     | Schweiz                 | 3       | 3             | 4              | 1              |
| 10    | Ukraina                 | 3       | 2             | 2              | 1              |
| 11    | Danmark                 | 3       | 1             | 3              | 1              |
| 12    | Norge                   | 3       | 1             | 1              | 1              |
| 13    | Österrike               | 3       | 0             | 1              | 1              |
| 14    | Tyskland                | 2       | 4             | 5              | 1              |
| 15    | Spanien                 | 2       | 4             | 2              | 1              |
| 16    | Ryssland                | 1       | 4             | 4              | 1              |
| 17    | Belgien                 | 1       | 2             | 0              | 1              |
| 18    | Monaco                  | 1       | 1             | 3              | 1              |
| 19    | Azerbajdzjan            | 1       | 1             | 1              | 1              |
| 19    | Turkiet                 | 1       | 1             | 1              | 1              |
| 21    | Finland                 | 1       | 1             | 0              | 1              |
| 22    | Grekland                | 1       | 0             | 3              | 1              |
| 23    | Estland                 | 1       | 0             | 2              | 1              |
| 24    | Lettland                | 1       | 0             | 1              | 1              |
| 24    | Serbien                 | 1       | 0             | 1              | 1              |
| 26    | Jugoslavien             | 1       | 0             | 0              | 1              |
| 26    | Portugal                | 1       | 0             | 0              | 1              |
| 28    | Malta                   | 0       | 2             | 2              | 2              |
| 29    | Island                  | 0       | 2             | 0              | 2              |
| 30    | Australien              | 0       | 1             | 0              | 2              |
| 30    | Bulgarien               | 0       | 1             | 0              | 2              |
| 30    | Cypern                  | 0       | 1             | 0              | 2              |
| 30    | Kroatien                | 0       | 1             | 0              | 2              |
| 30    | Polen                   | 0       | 1             | 0              | 2              |
| 30    | Serbien och Montenegro  | 0       | 1             | 0              | 2              |
| 36    | Rumänien                | 0       | 0             | 2              | 3              |
| 37    | Bosnien och Hercegovina | 0       | 0             | 1              | 3              |
| 37    | Moldavien               | 0       | 0             | 1              | 3              |
| 39    | Armenien                | 0       | 0             | 0              | 4              |
| 39    | Ungern                  | 0       | 0             | 0              | 4              |
| 41    | Albanien                | 0       | 0             | 0              | 5              |
| 42    | Belarus                 | 0       | 0             | 0              | 6              |
| 42    | Litauen                 | 0       | 0             | 0              | 6              |
| 42    | Tjeckien                | 0       | 0             | 0              | 6              |
| 45    | Nordmakedonien          | 0       | 0             | 0              | 7              |
| 45    | Slovenien               | 0       | 0             | 0              | 7              |
| 47    | Georgien                | 0       | 0             | 0              | 9              |
| 48    | Montenegro              | 0       | 0             | 0              | 13             |
| 49    | Marocko                 | 0       | 0             | 0              | 18             |
| 49    | Slovakien               | 0       | 0             | 0              | 18             |
| 51    | San Marino              | 0       | 0             | 0              | 19             |
| 52    | Andorra                 | 0       | 0             | 0              | 12 (semifinal) |

## Bästa placeringar av icke-vinnande länder
| Bästa placering | Land                    | Artist                   | Bidrag                        | År   |
| --------------- | ----------------------- | ------------------------ | ----------------------------- | ---- |
| 2:a (2 gånger)  | Island                  | Yohanna                  | ”Is It True?”                 | 2009 |
| 2:a (2 gånger)  | Island                  | Selma                    | "All out of luck"             | 1999 |
| 2:a (2 gånger)  | Malta                   | Chiara                   | ”Angel”                       | 2005 |
| 2:a (2 gånger)  | Malta                   | Ira Losco                | "7th Wonder"                  | 2002 |
| 2:a             | Kroatien                | Baby Lasagna             | ”Rim Tim Tagi Dim”            | 2024 |
| 2:a             | Cypern                  | Eleni Foureira           | ”Fuego”                       | 2018 |
| 2:a             | Bulgarien               | Kristian Kostov          | ”Beautiful Mess”              | 2017 |
| 2:a             | Australien              | Dami Im                  | "Sound of Silence"            | 2016 |
| 2:a             | Serbien och Montenegro  | Željko Joksimović        | "Lane Moje"                   | 2004 |
| 2:a             | Polen                   | Edyta Górniak            | ”To nie ja!”                  | 1994 |
| 3:e (2 gånger)  | Rumänien                | Paula Seling & Ovi       | ”Playing with Fire”           | 2010 |
| 3:e (2 gånger)  | Rumänien                | Luminita Anghel & Sistem | "Let Me Try"                  | 2005 |
| 3:e             | Moldavien               | SunStroke Project        | ”Hey, Mamma!”                 | 2017 |
| 3:e             | Bosnien och Hercegovina | Hari Mata Hari           | ”Lejla”                       | 2006 |
| 4:e (2 gånger)  | Armenien                | Aram Mp3                 | ”Not Alone”                   | 2014 |
| 4:e (2 gånger)  | Armenien                | Sirusho                  | "Qélé Qélé"                   | 2008 |
| 4:e             | Ungern                  | Friderika Bayer          | ”Kinek mondjam el vétkeimet?” | 1994 |
| 5:e             | Albanien                | Rona Nishliu             | ”Suus”                        | 2012 |
| 6:e             | Tjeckien                | Mikolas Josef            | ”Lie to Me”                   | 2018 |
| 6:e             | Belarus                 | Koldun                   | ”Work Your Magic”             | 2007 |
| 6:e             | Litauen                 | LT United                | ”We Are the Winners”          | 2006 |
| 7:e (2 gånger)  | Slovenien               | Nuša Derenda             | ”Energy”                      | 2001 |
| 7:e (2 gånger)  | Slovenien               | Darja Švajger            | "Prisluhni Mi"                | 1995 |
| 7:e             | Nordmakedonien          | Tamara Todevska          | ”Proud”                       | 2019 |
| 9:e (2 gånger)  | Georgien                | Eldrine                  | ”One More Day”                | 2011 |
| 9:e (2 gånger)  | Georgien                | Sofia Nizharadze         | "Shine"                       | 2010 |
| 13:e            | Montenegro              | Knez                     | ”Adio”                        | 2015 |
| 18:e            | Slovakien               | Marcel Palonder          | ”Kým nás máš”                 | 1996 |
| 18:e            | Marocko                 | Samira Said              | ”Bitaqat hub”                 | 1980 |
| 19:e            | San Marino              | Serhat                   | ”Say Na Na Na”                | 2019 |
| Semifinal 12:e  | Andorra                 | Anonymous                | ”Salvem el món”               | 2007 |

## Efter språk
Antal vinster efter språk
|  | Engelska ( %) |

|  | Franska ( %) |

|  | Svenska, norska och danska ( %) |

|  | Hebreiska ( %) |

|  | Spanska och portugisiska ( %) |

|  | Nederländska ( %) |

|  | Italienska ( %) |

|  | Tyska ( %) |

|  | Ukrainska och krimtatariska ( %) |

|  | Kroatiska och serbiska ( %) |

Mellan 1966 och 1973, och mellan 1977 och 1998, fick länder endast sjunga på sitt eget språk; se artikeln om Eurovision Song Contest. 
| Vinster | Språk         | År | Länder |
| ------- | ------------- | --- | --- |
| 36      | Engelska      | 1967, 1969, 1970, 1974, 1975, 1976, 1980, 1981, 1987, 1992, 1993, 1994, 1996, 1997, 1999, 2000, 2001, 2002, 2003, 2004, 2005, 2006, 2008, 2009, 2010, 2011, 2012, 2013, 2014, 2015, 2016, 2018, 2019, 2023, 2024, 2025 | Storbritannien, Irland, Sverige, Nederländerna, Danmark, Estland, Lettland, Turkiet, Ukraina, Grekland, Finland, Ryssland, Norge, Tyskland, Azerbajdzjan, Österrike, Israel, Schweiz |
| 14      | Franska       | 1956, 1958, 1960, 1961, 1962, 1965, 1969, 1971, 1972, 1973, 1977, 1983, 1986, 1988 | Schweiz, Frankrike, Luxemburg, Monaco, Belgien |
| 4       | Hebreiska     | 1978, 1979, 1998, 2018 | Israel |
| 3       | Italienska    | 1964, 1990, 2021 | Italien |
| 3       | Nederländska  | 1957, 1959, 1969 | Nederländerna |
| 2       | Tyska         | 1966, 1982 | Österrike, Tyskland |
| 2       | Spanska       | 1968, 1969 | Spanien |
| 2       | Svenska       | 1984, 1991 | Sverige |
| 2       | Norska        | 1985, 1995 | Norge |
| 2       | Ukrainska     | 2004, 2022 | Ukraina |
| 1       | Danska        | 1963 | Danmark |
| 1       | Kroatiska     | 1989 | Jugoslavien |
| 1       | Serbiska      | 2007 | Serbien |
| 1       | Krimtatariska | 2016 | Ukraina |
| 1       | Portugisiska  | 2017 | Portugal |

## Fotogalleri

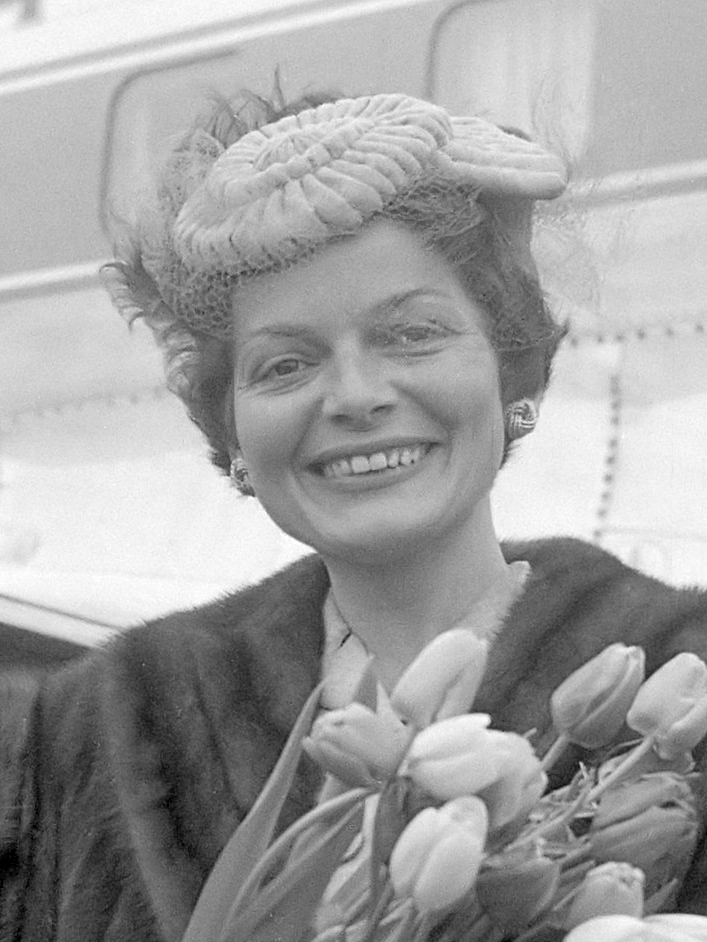
Lys Assia, vinnaren 1956 för Schweiz.
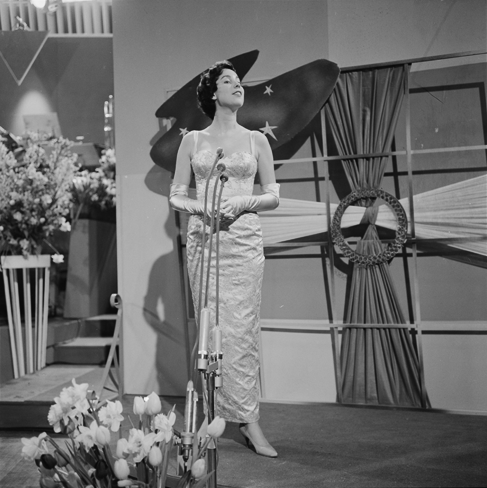
Corry Brokken, vinnaren 1957 för Nederländerna.
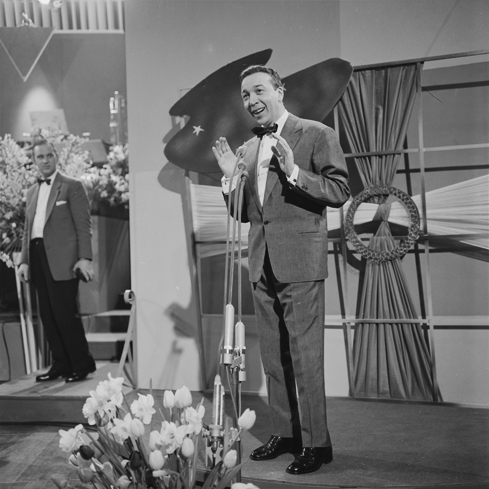
André Claveau, vinnaren 1958 för Frankrike.
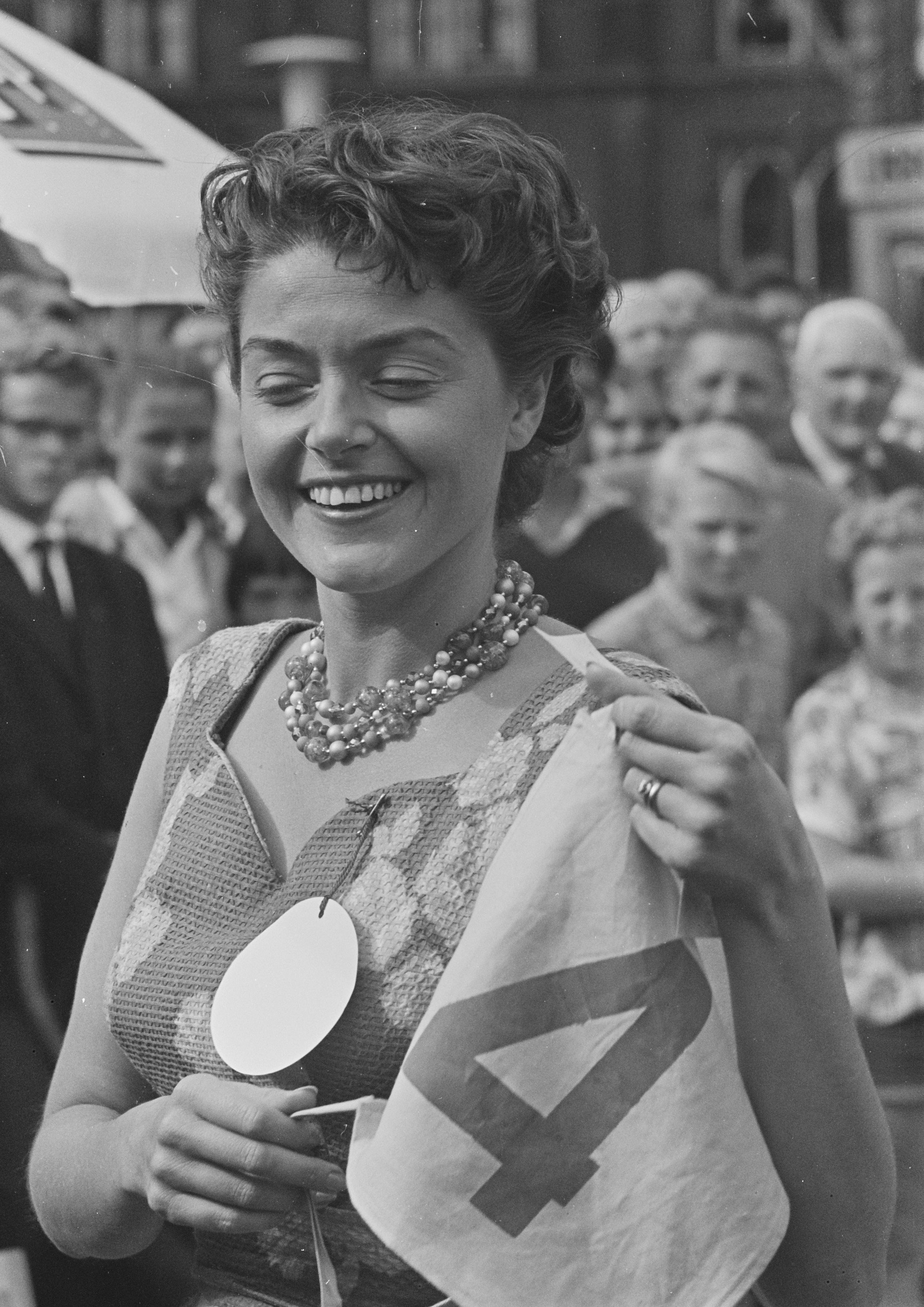
Teddy Scholten, vinnaren 1959 för Nederländerna.
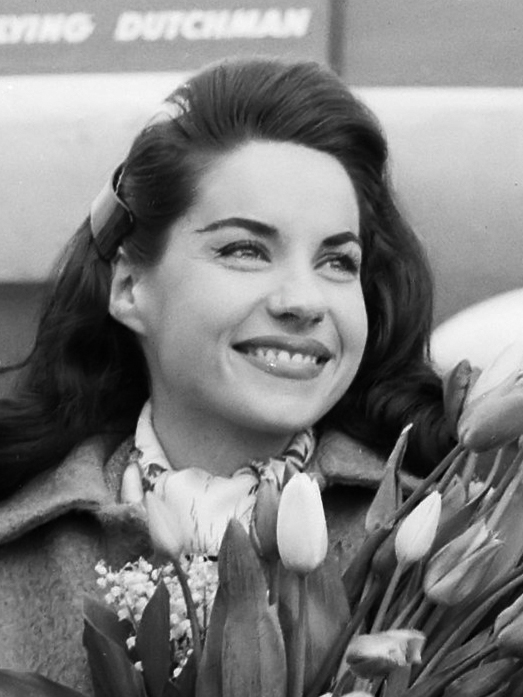
Jacqueline Boyer, vinnaren 1960 för Frankrike.
- Jean-Claude Pascal, vinnaren 1961 för Luxemburg.
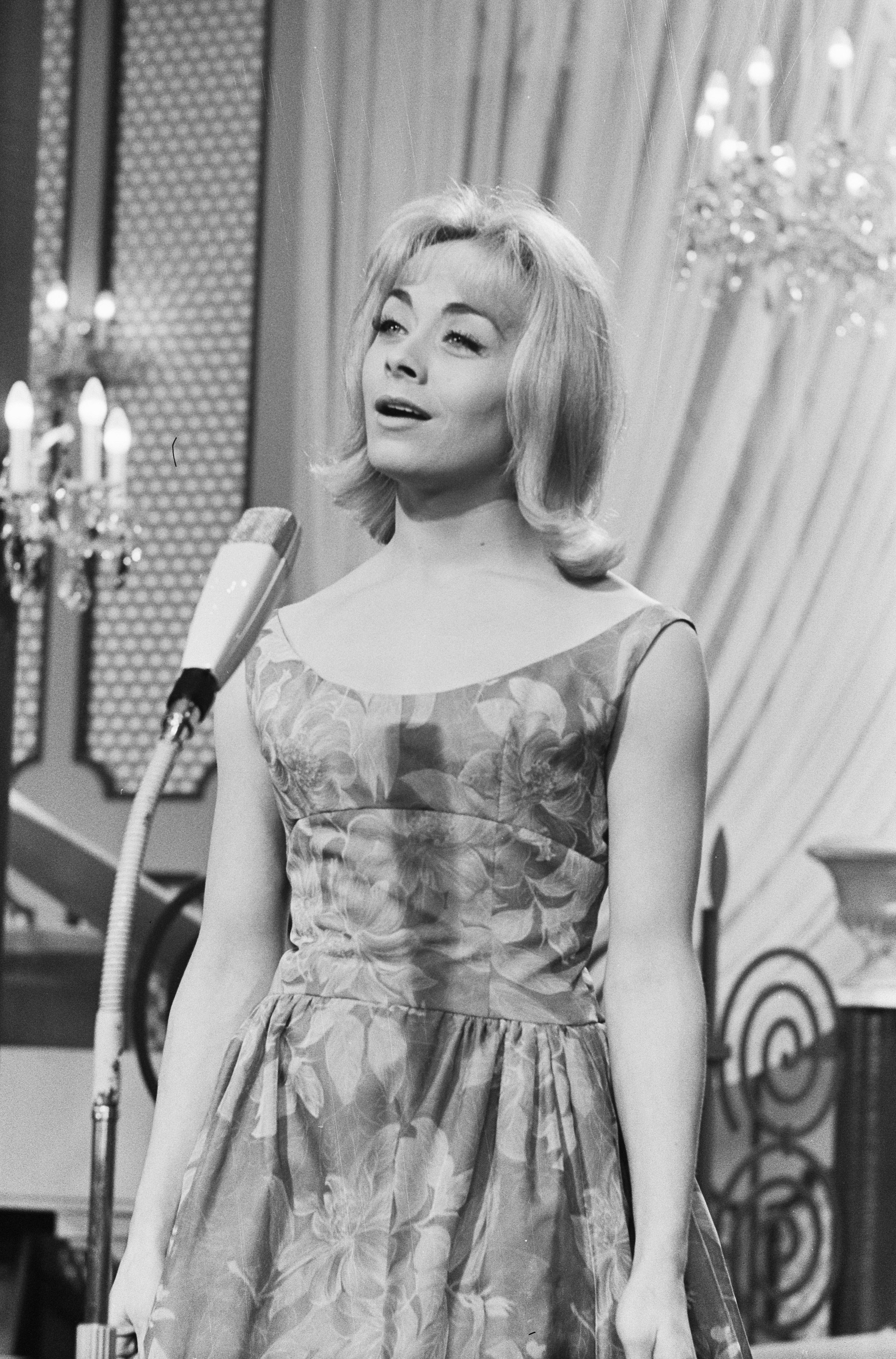
Isabelle Aubret, vinnaren 1962 för Frankrike.
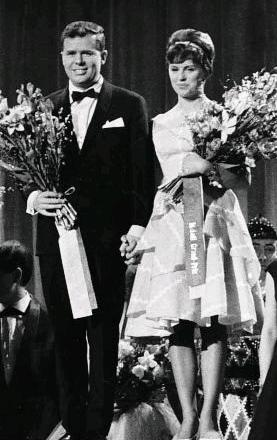
Jørgen & Grethe Ingmann, vinnarna 1963 för Danmark.
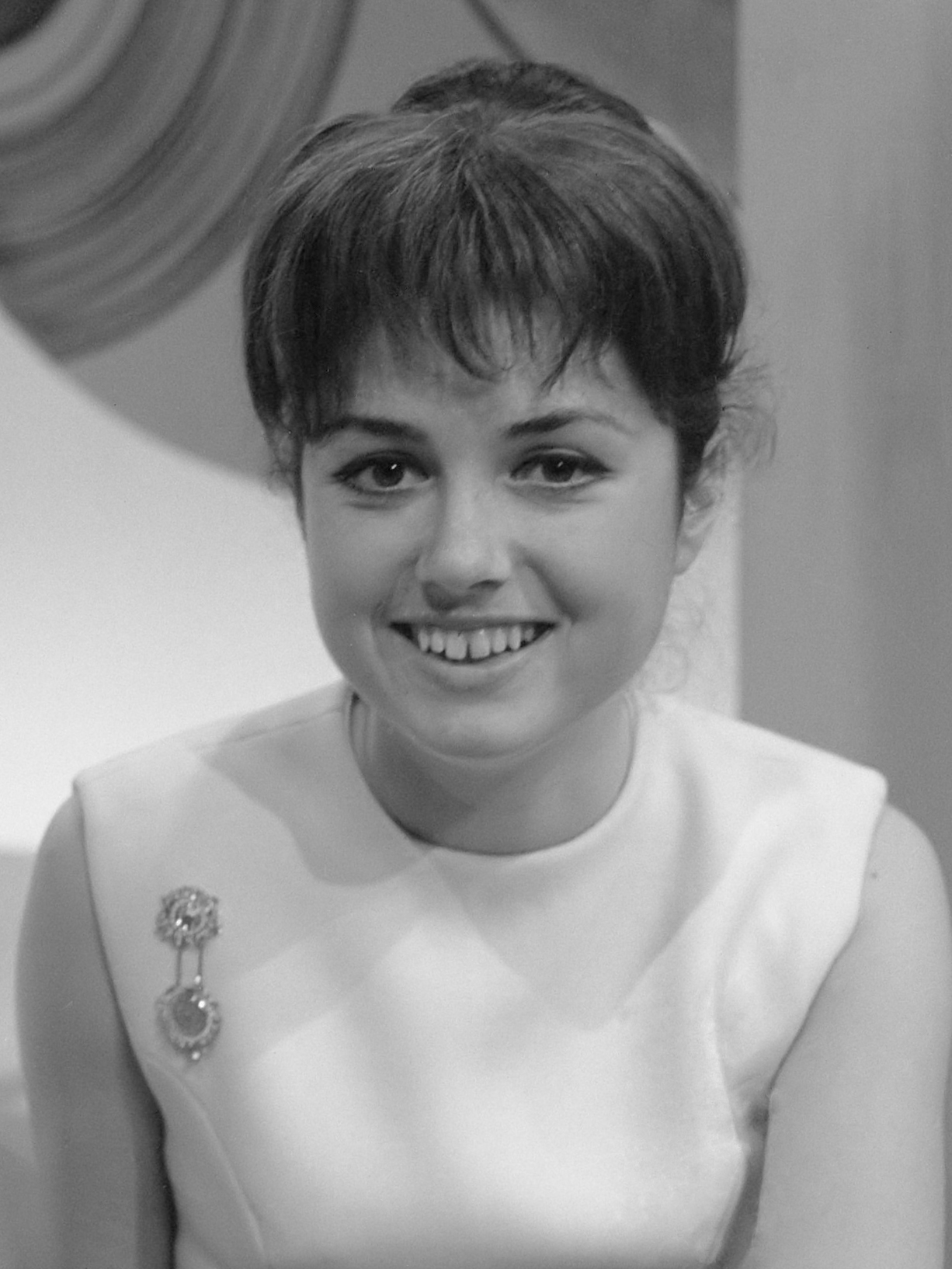
Gigliola Cinquetti, vinnaren 1964 för Italien.
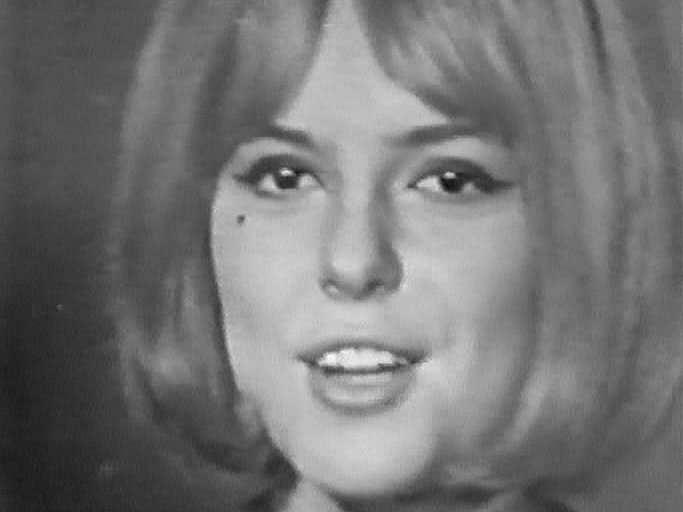
France Gall, vinnaren 1965 för Luxemburg.
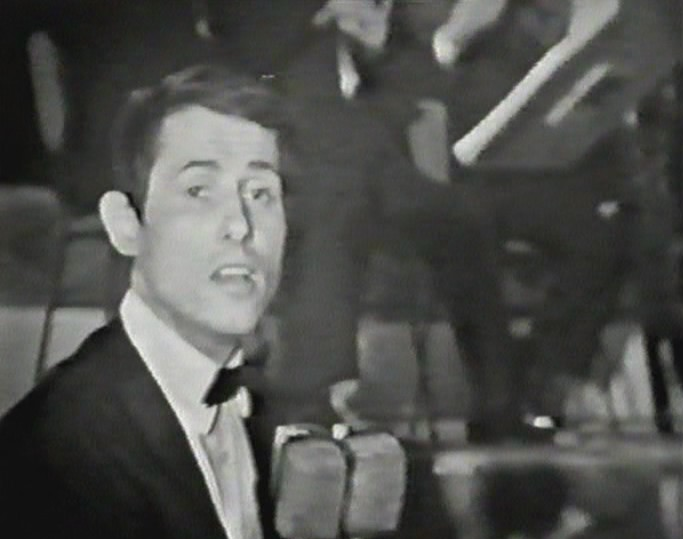
Udo Jürgens, vinnaren 1966 för Österrike.
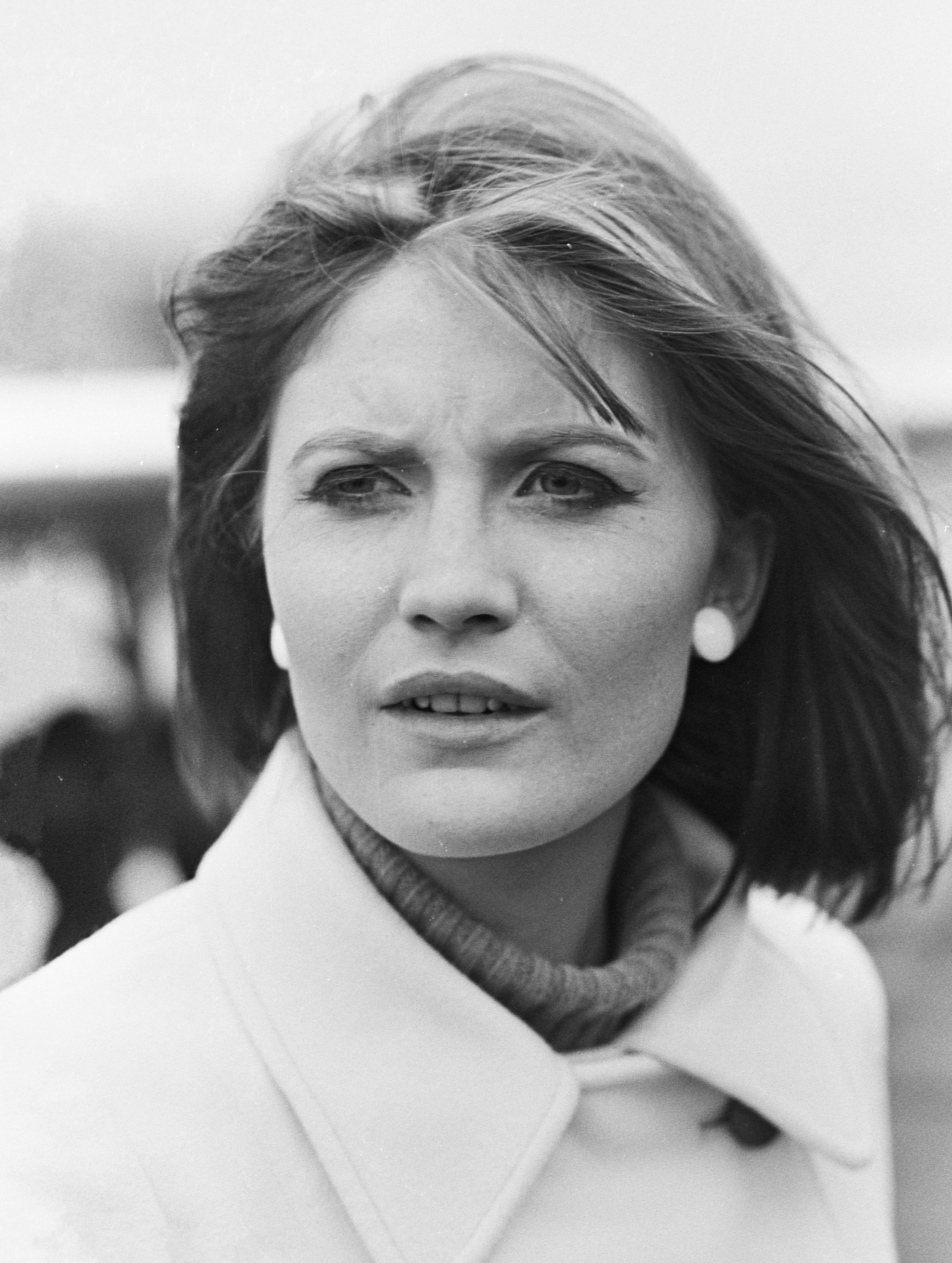
Sandie Shaw, vinnaren 1967 för Storbritannien.
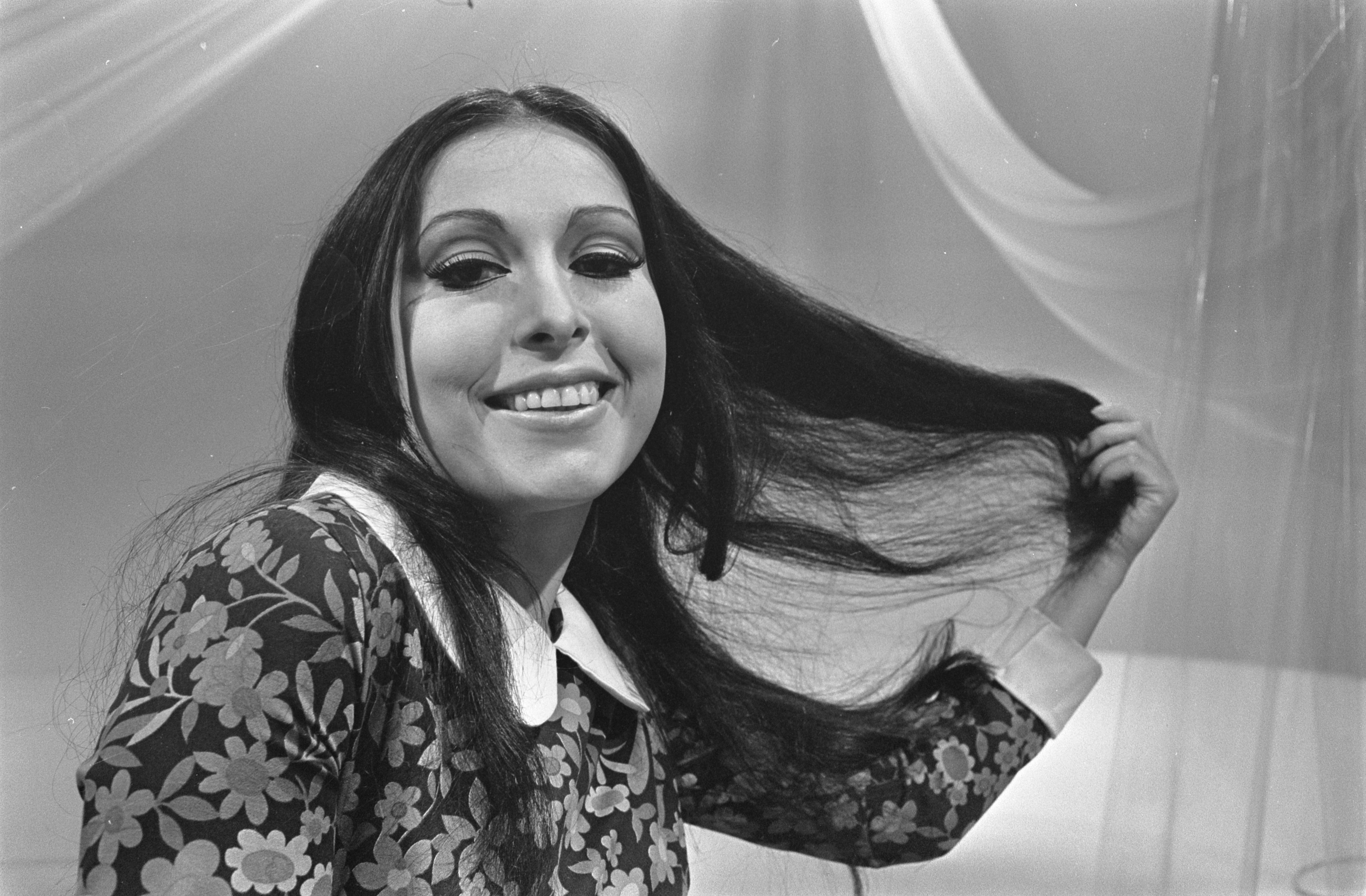
Massiel, vinnaren 1968 för Spanien.
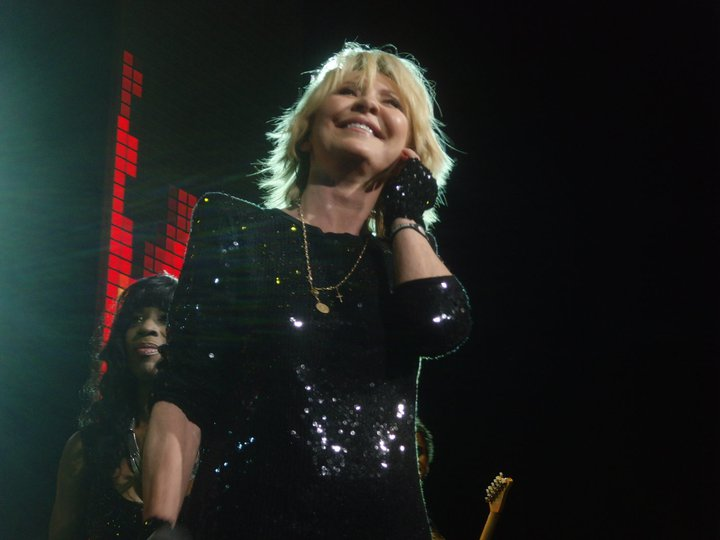
Lulu, en av fyra vinnare 1969 för Storbritannien.
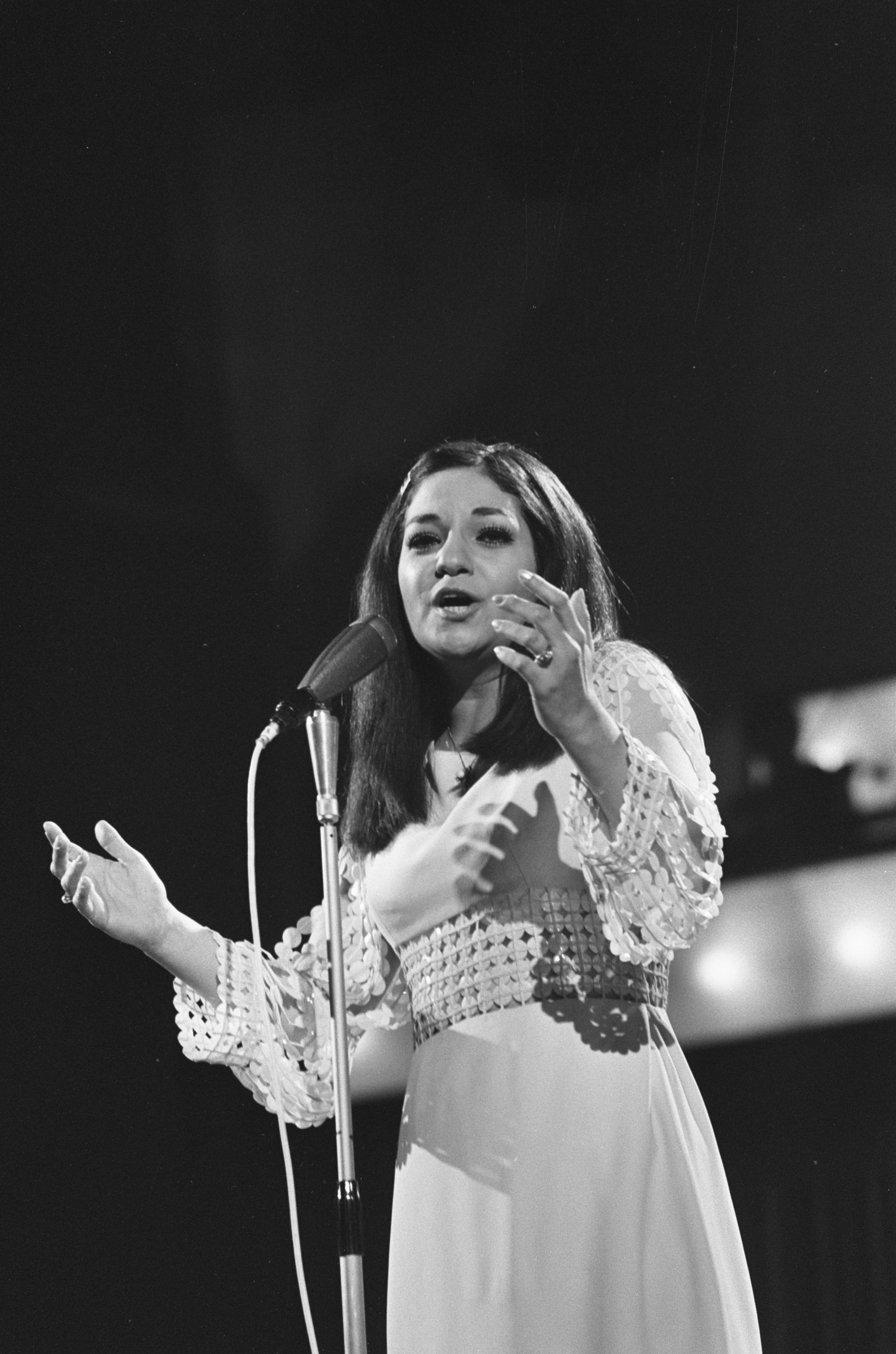
Frida Boccara, en av fyra vinnare 1969 för Frankrike.
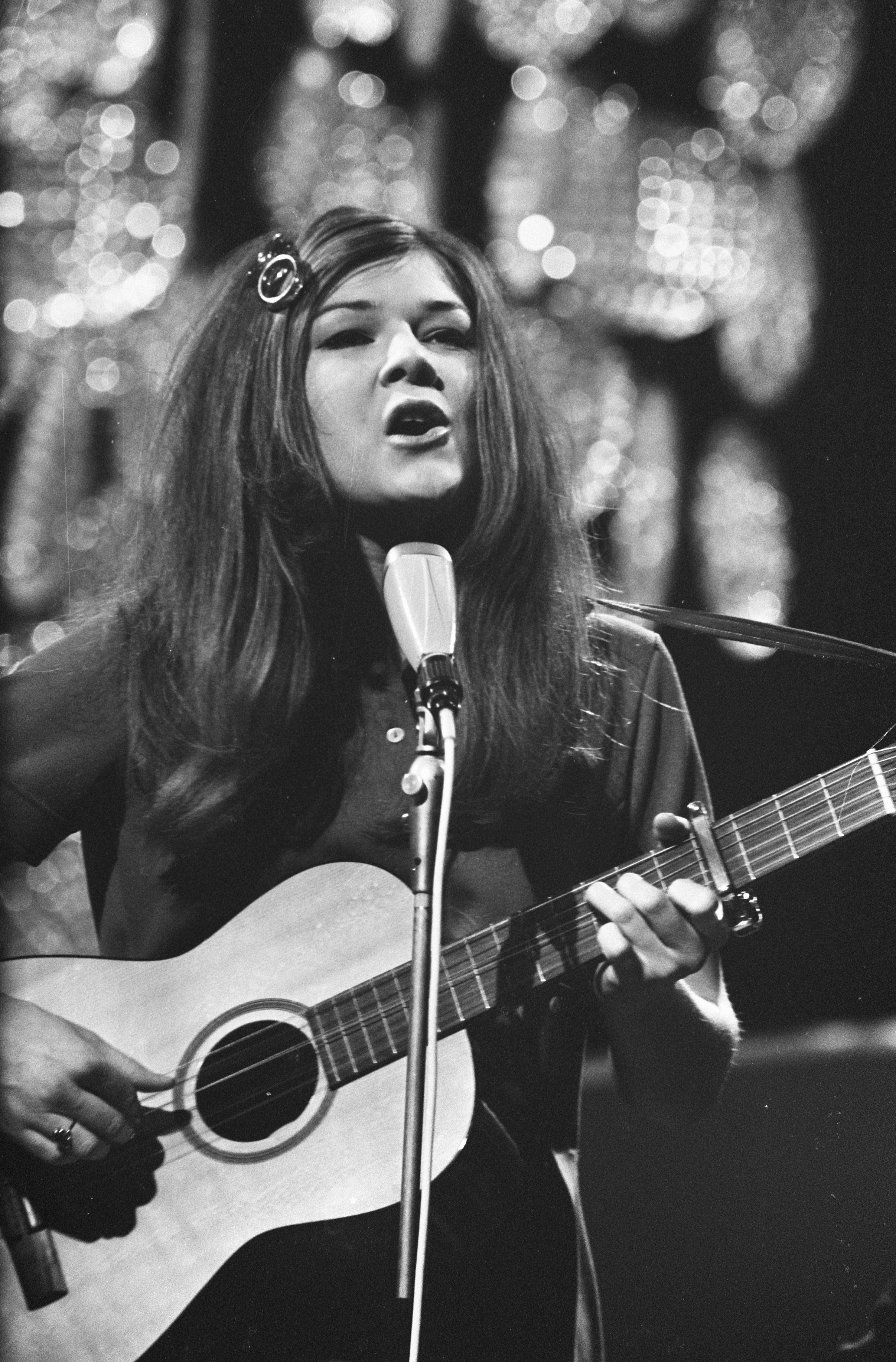
Lenny Kuhr, en av fyra vinnare 1969 för Nederländerna.
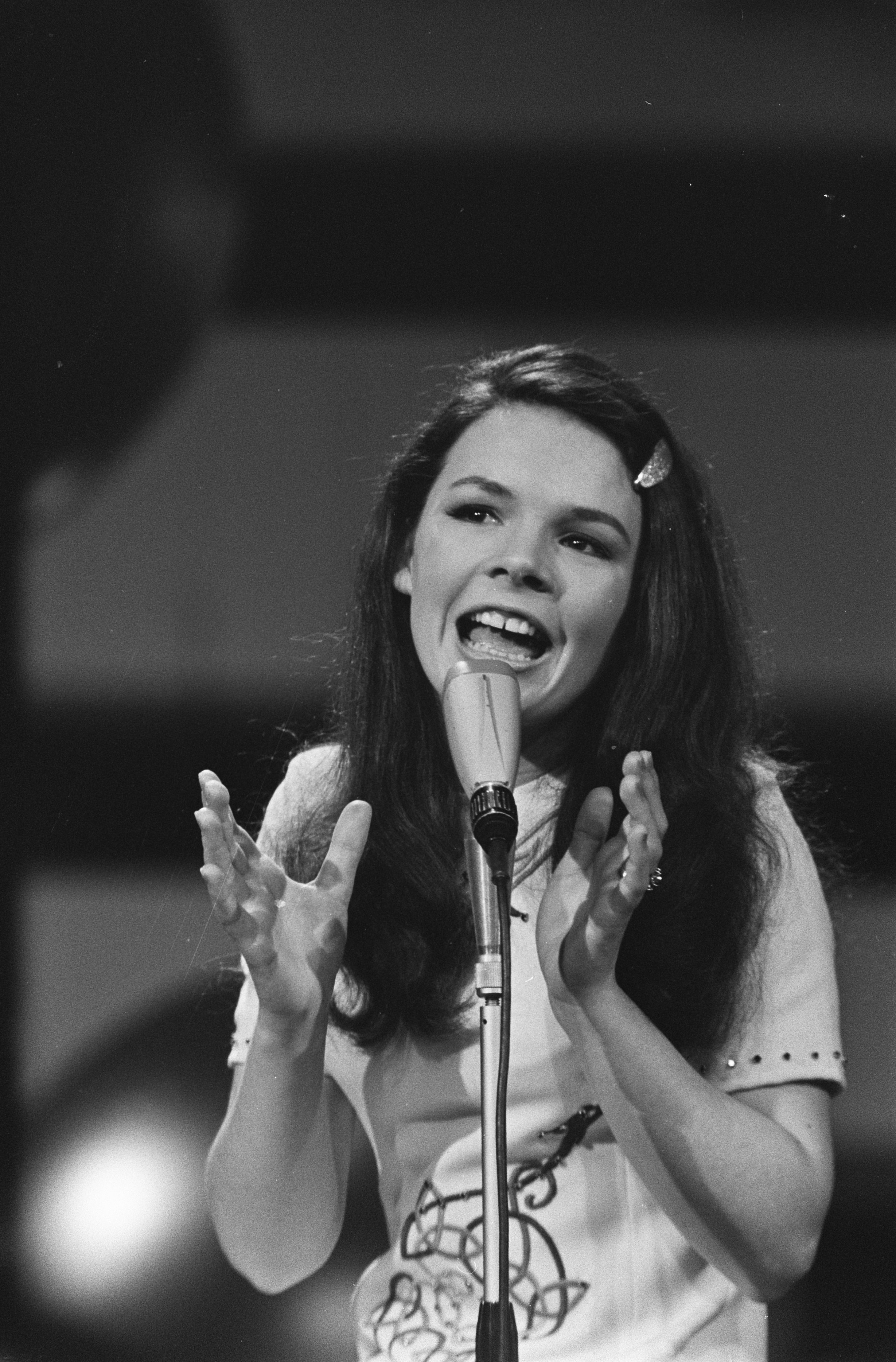
Dana, vinnaren 1970 för Irland.
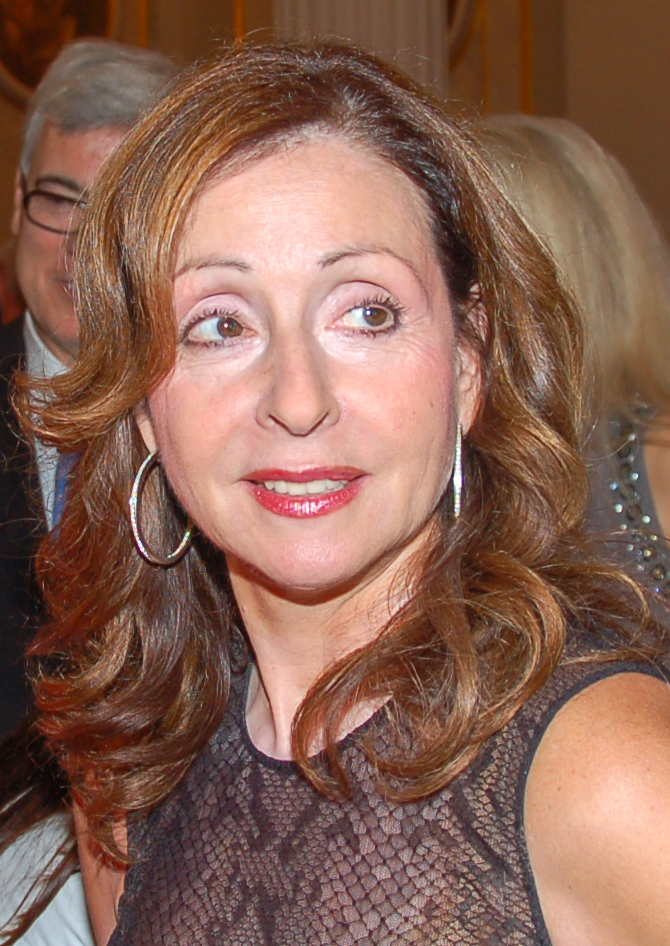
Vicky Leandros, vinnaren 1972 för Luxemburg.
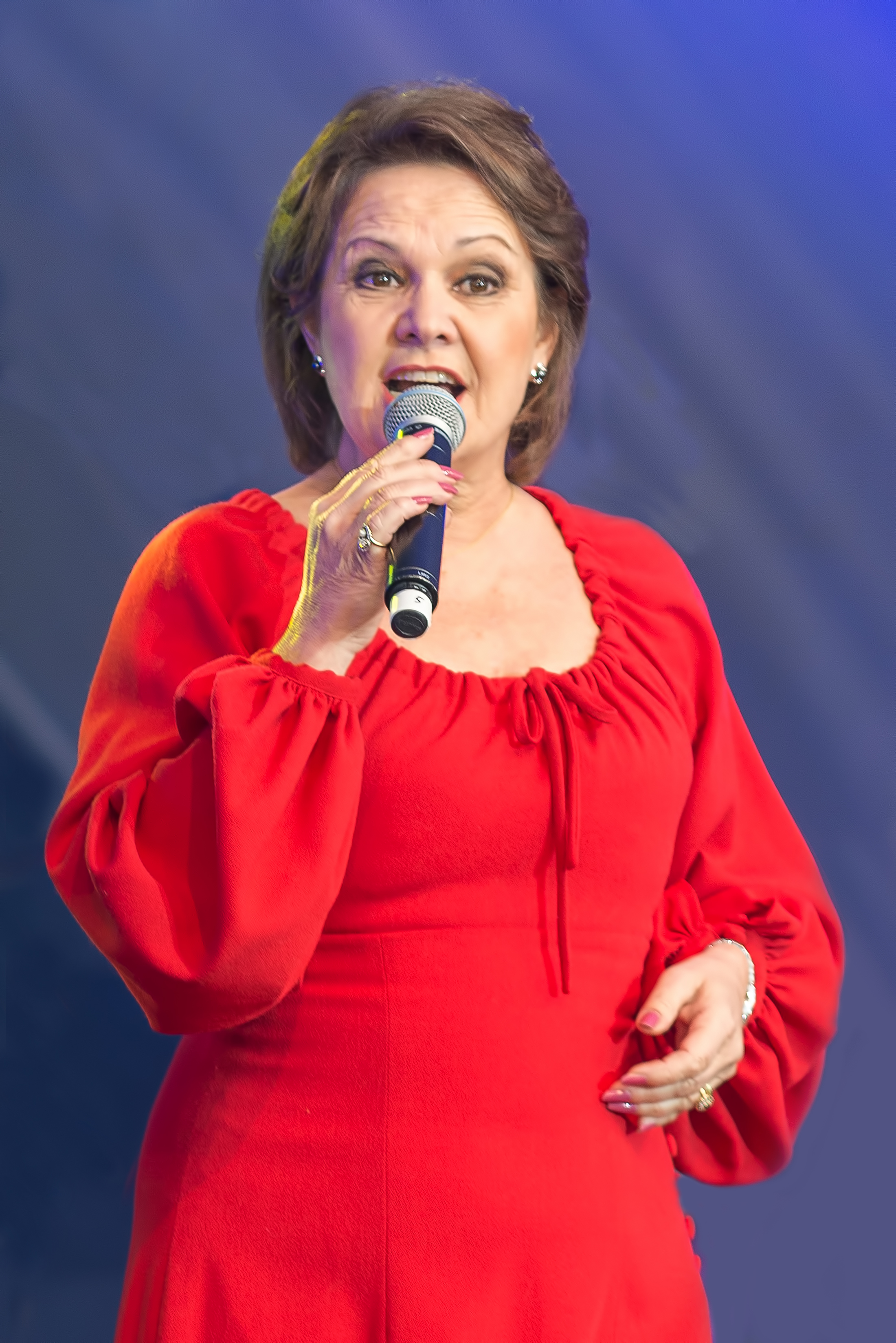
Anne-Marie David, vinnaren 1973 för Luxemburg.
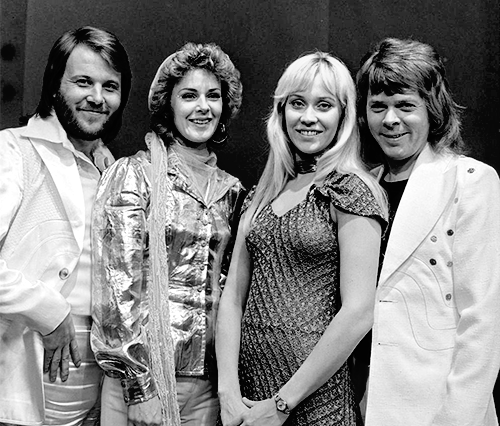
Abba, vinnarna 1974 och i 50-årsjubileet för Sverige.
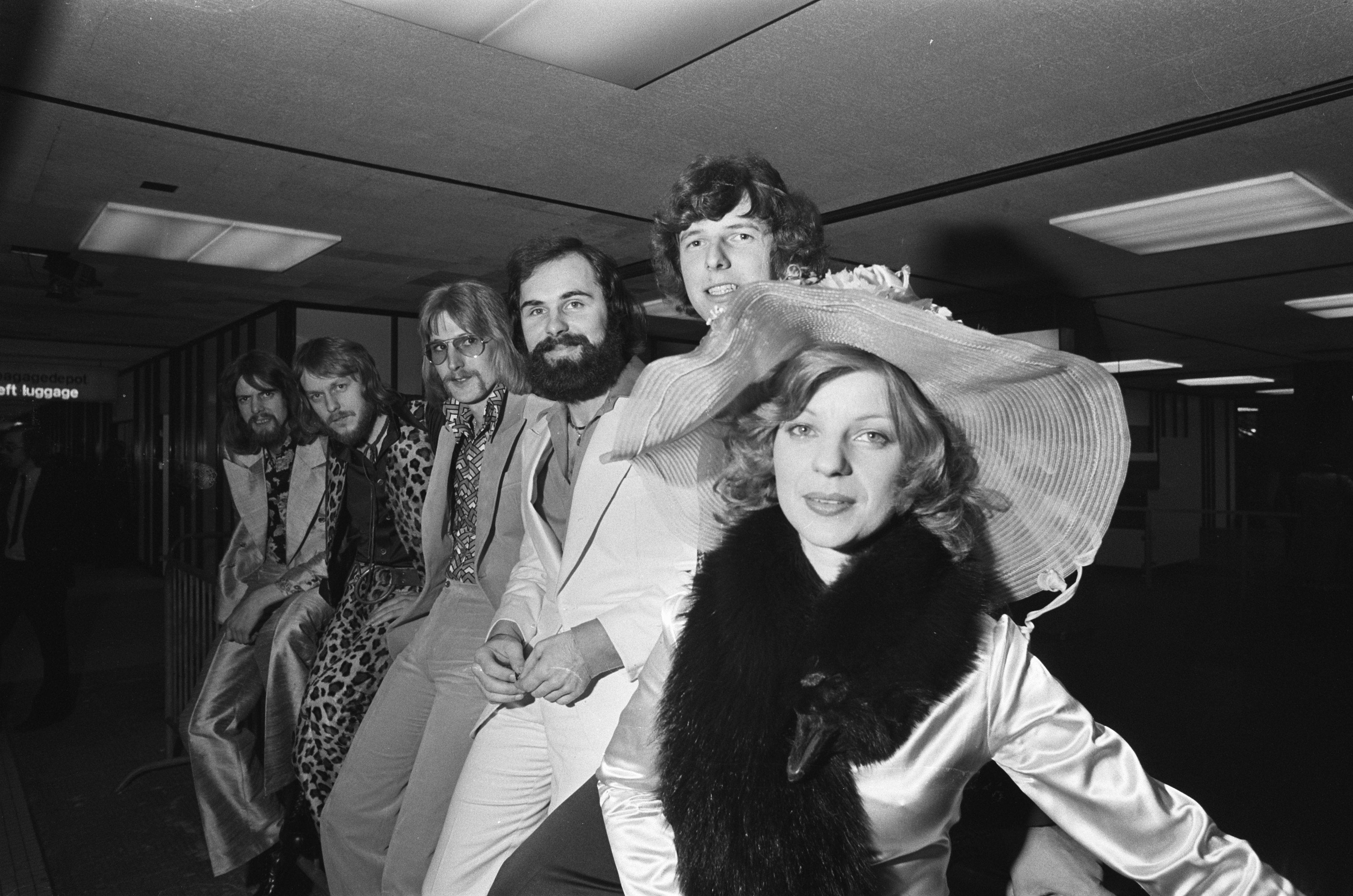
Teach-In, vinnarna 1975 för Nederländerna.
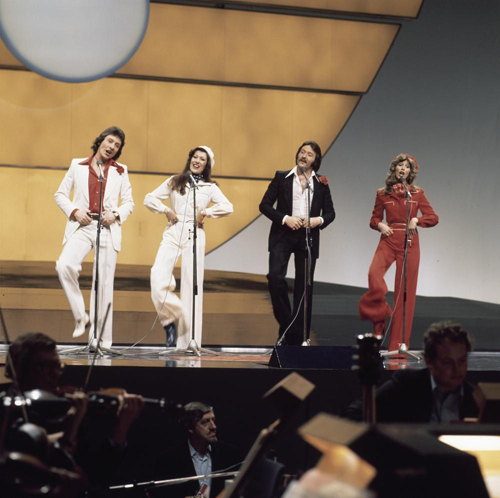
Brotherhood of Man, vinnarna 1976 för Storbritannien.
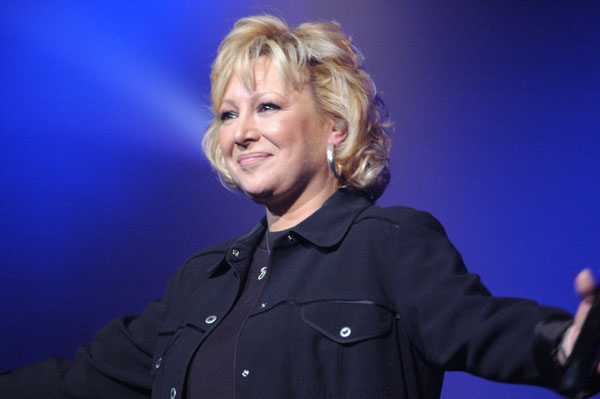
Marie Myriam, vinnaren 1977 för Frankrike.
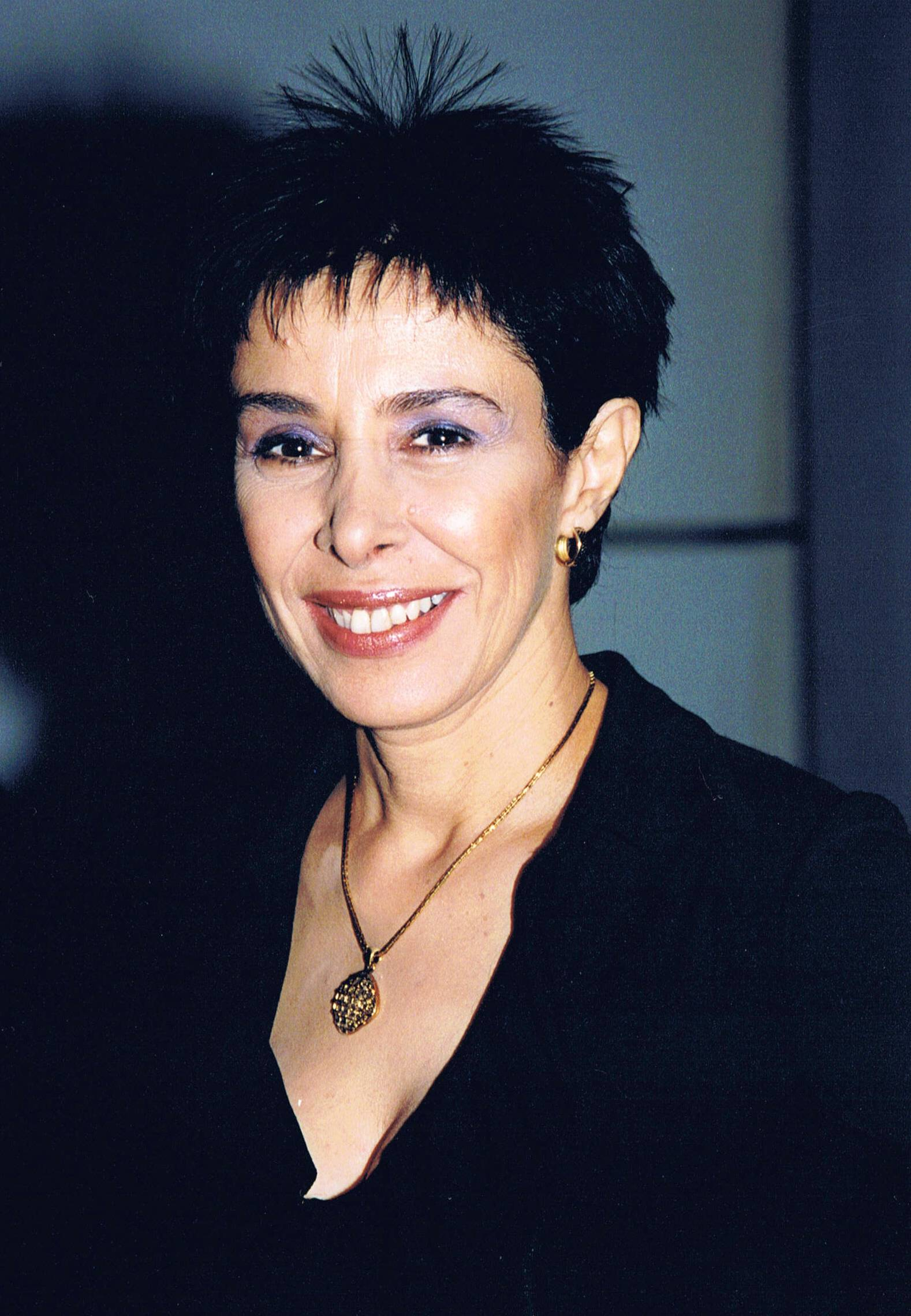
Gali Atari, vinnaren (tillsammans med Milk and Honey) 1979 för Israel.
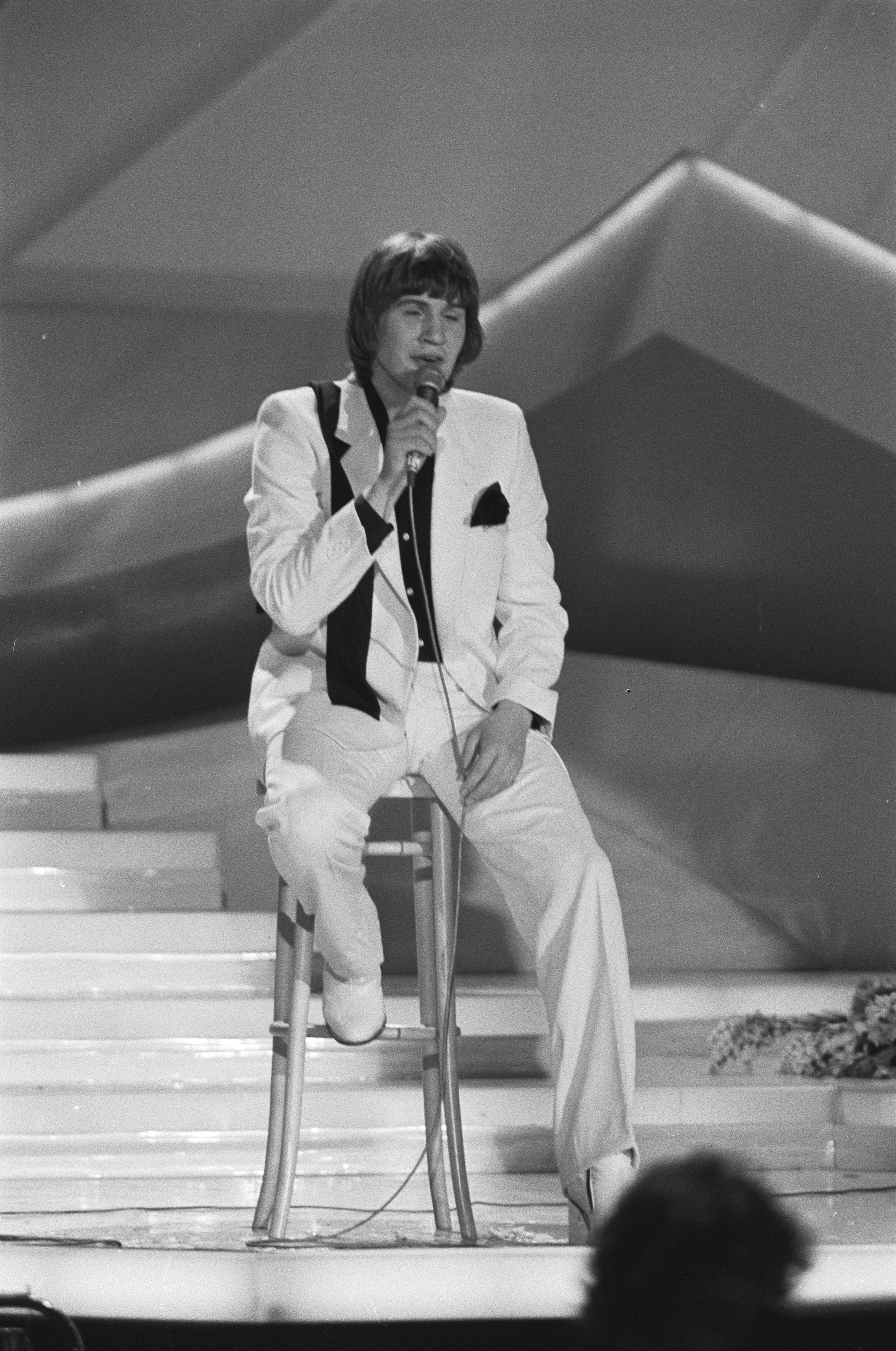
Johnny Logan, vinnaren 1980 och 1987 för Irland.
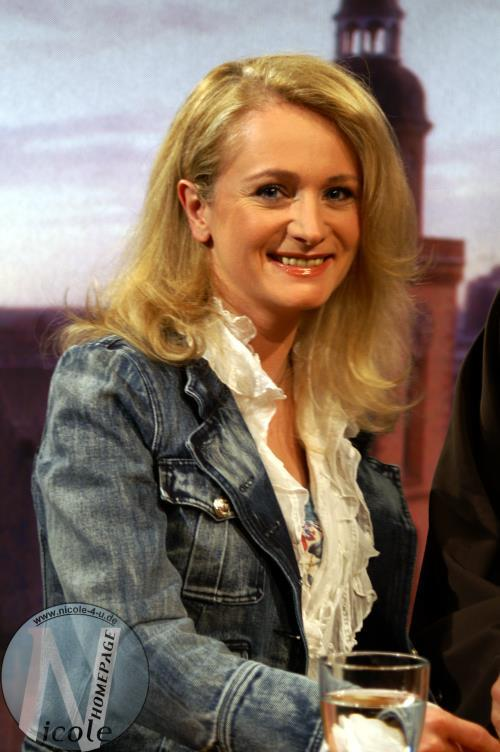
Nicole Hohloch, vinnaren 1982 för Tyskland.
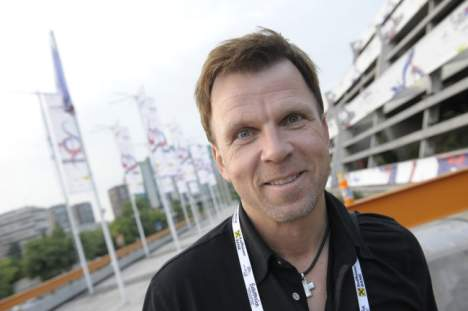
Richard Herrey från Herreys, vinnarna 1984 för Sverige.
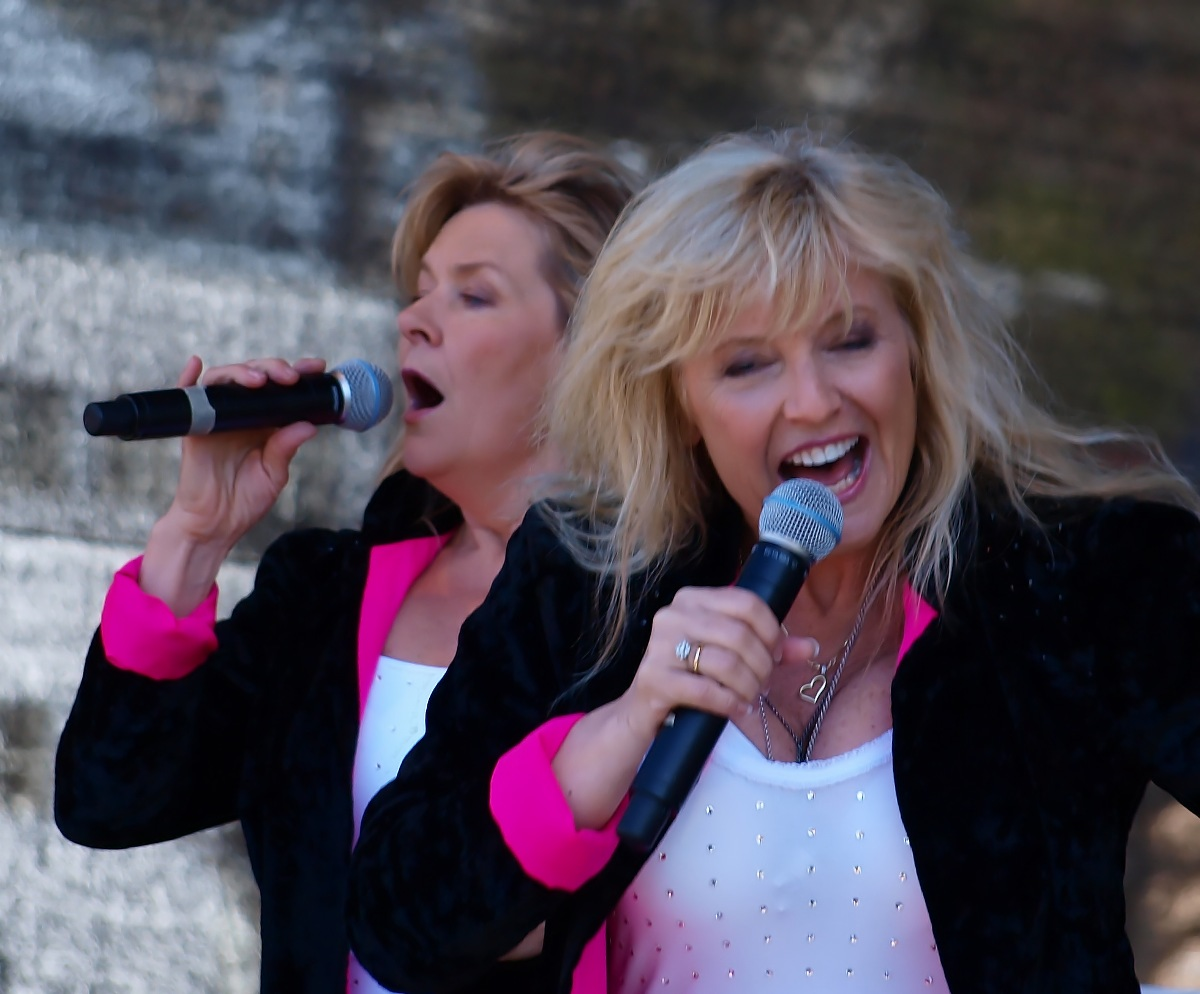
Bobbysocks!, vinnarna 1985 för Norge.
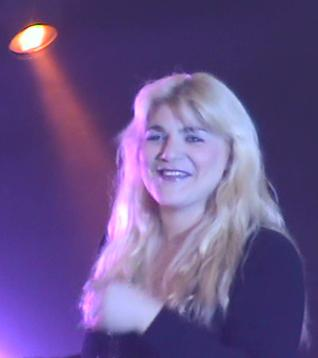
Sandra Kim, vinnaren 1986 för Belgien.
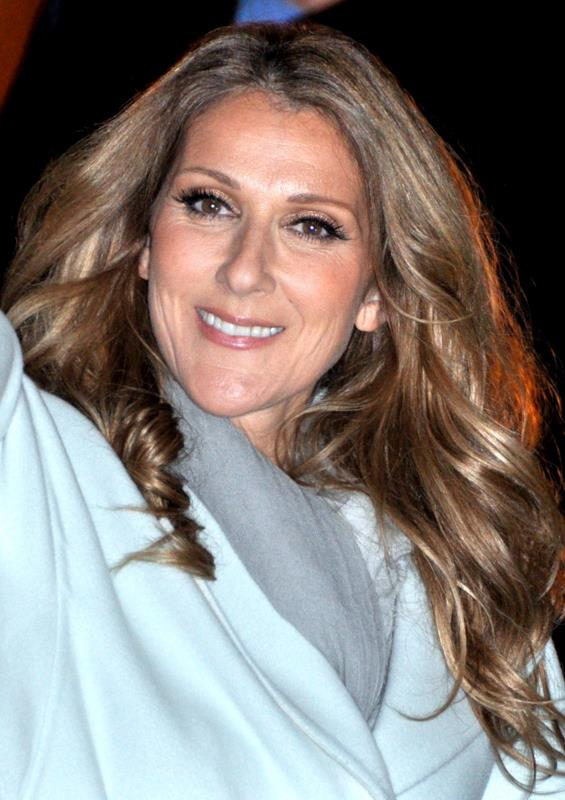
Celine Dion, vinnaren 1988 för Schweiz.
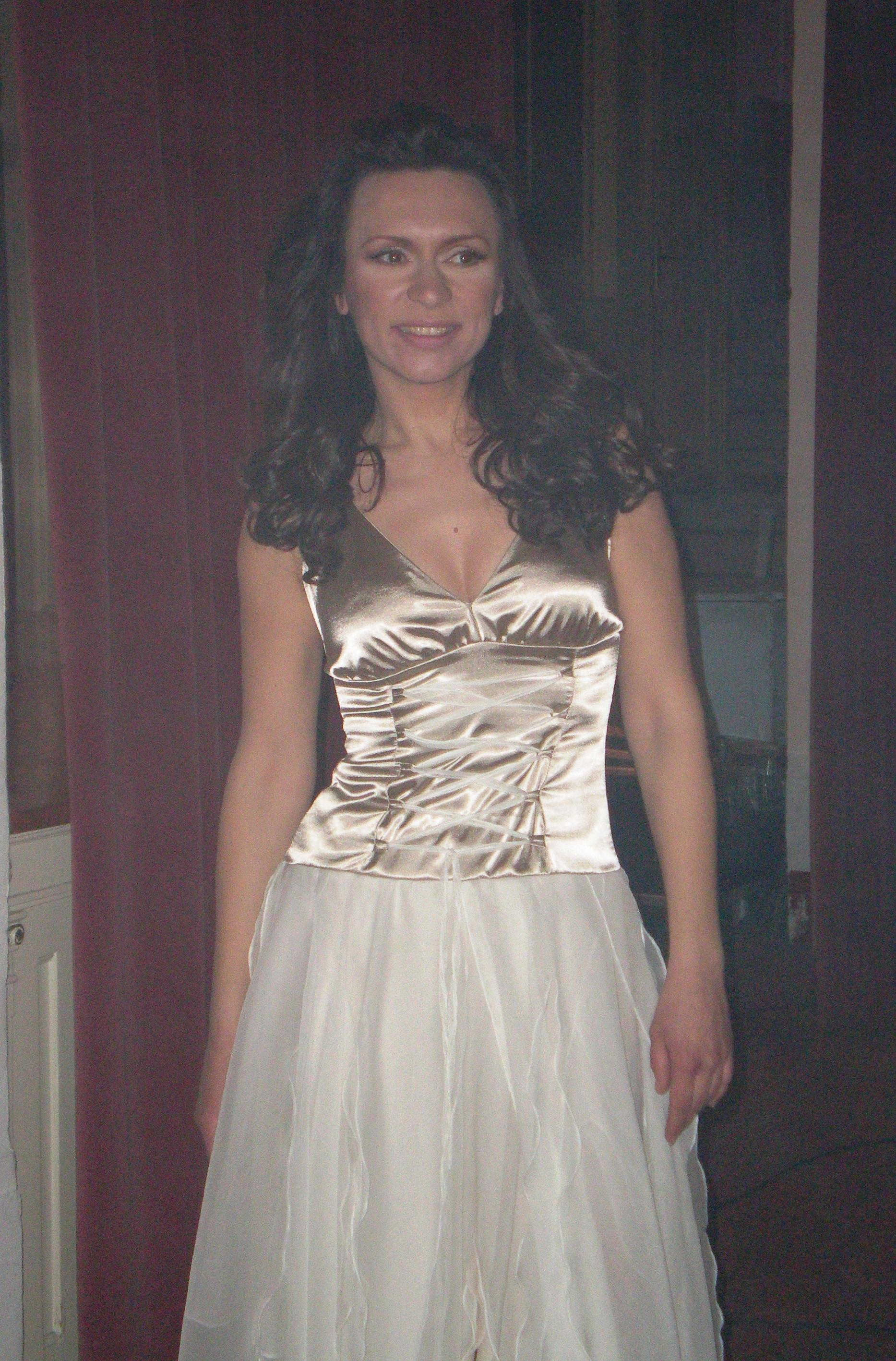
Emilija Kokić, huvudsångaren i bandet Riva år 1989 för Jugoslavien.
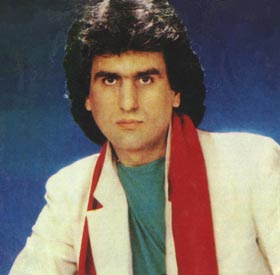
Toto Cutugno,  vinnaren 1990 för Italien.
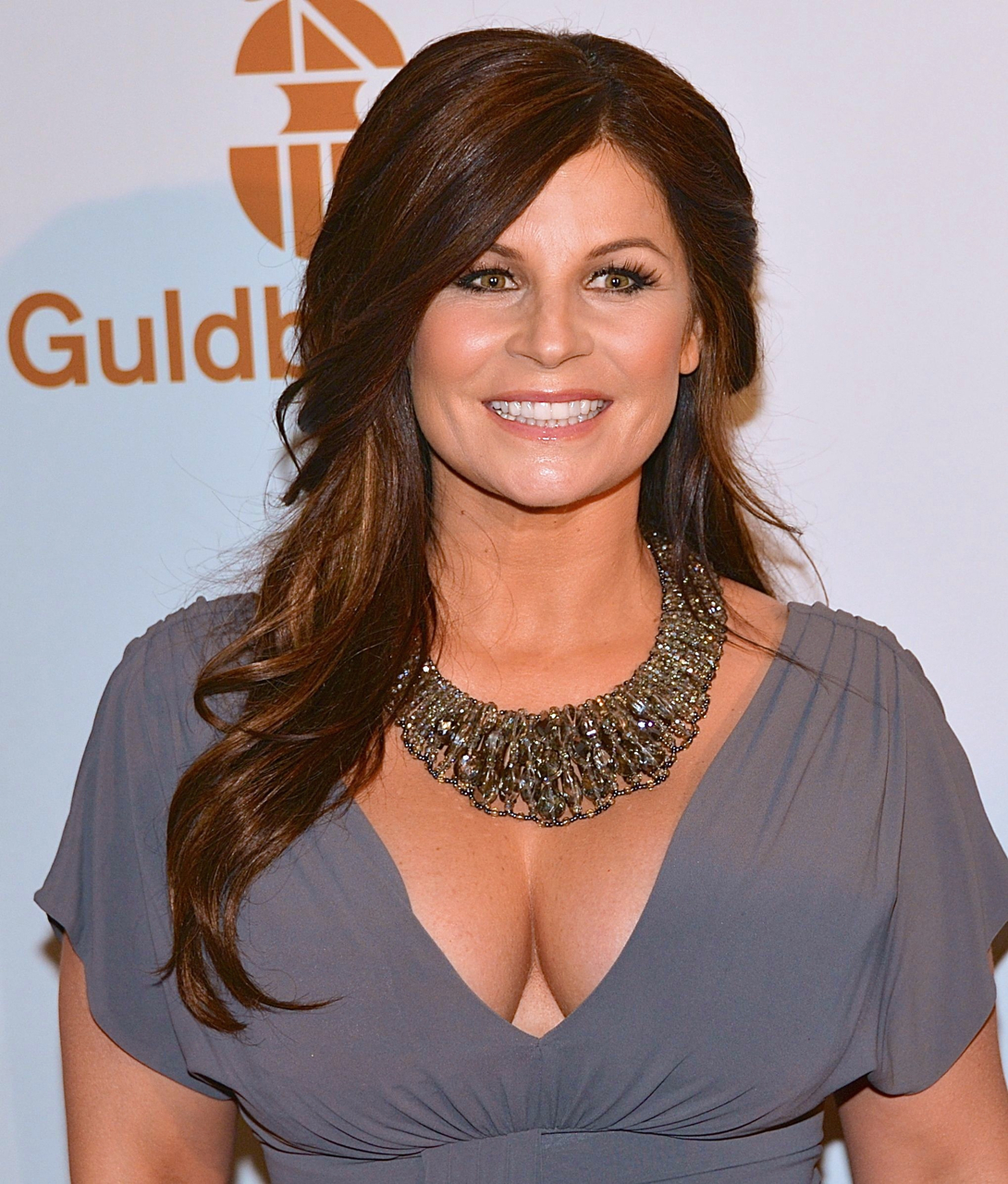
Carola Häggkvist,  vinnaren 1991 för Sverige.
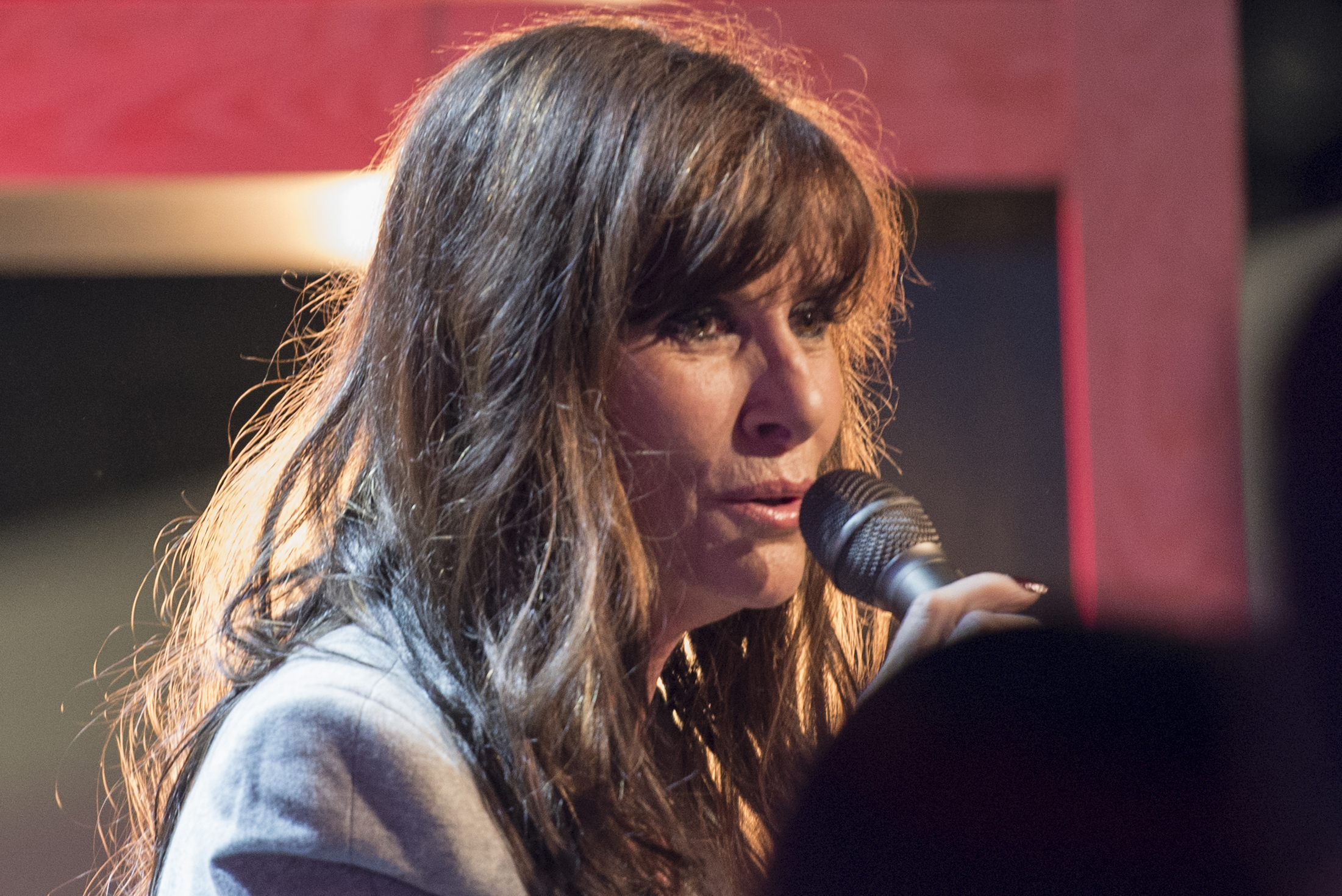
Linda Martin,  vinnaren 1992 för Irland.
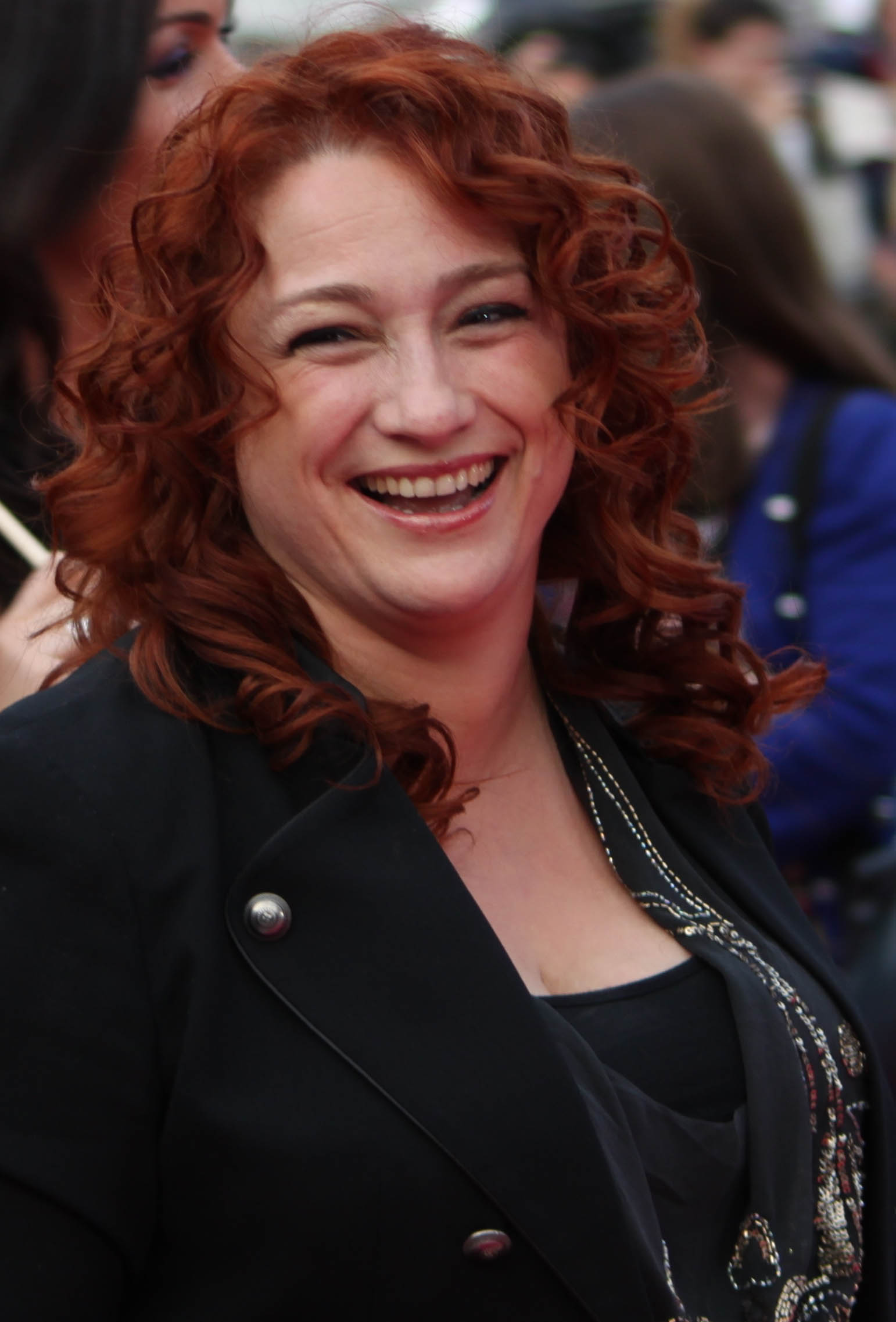
Niamh Kavanagh, vinnaren 1993 för Irland.
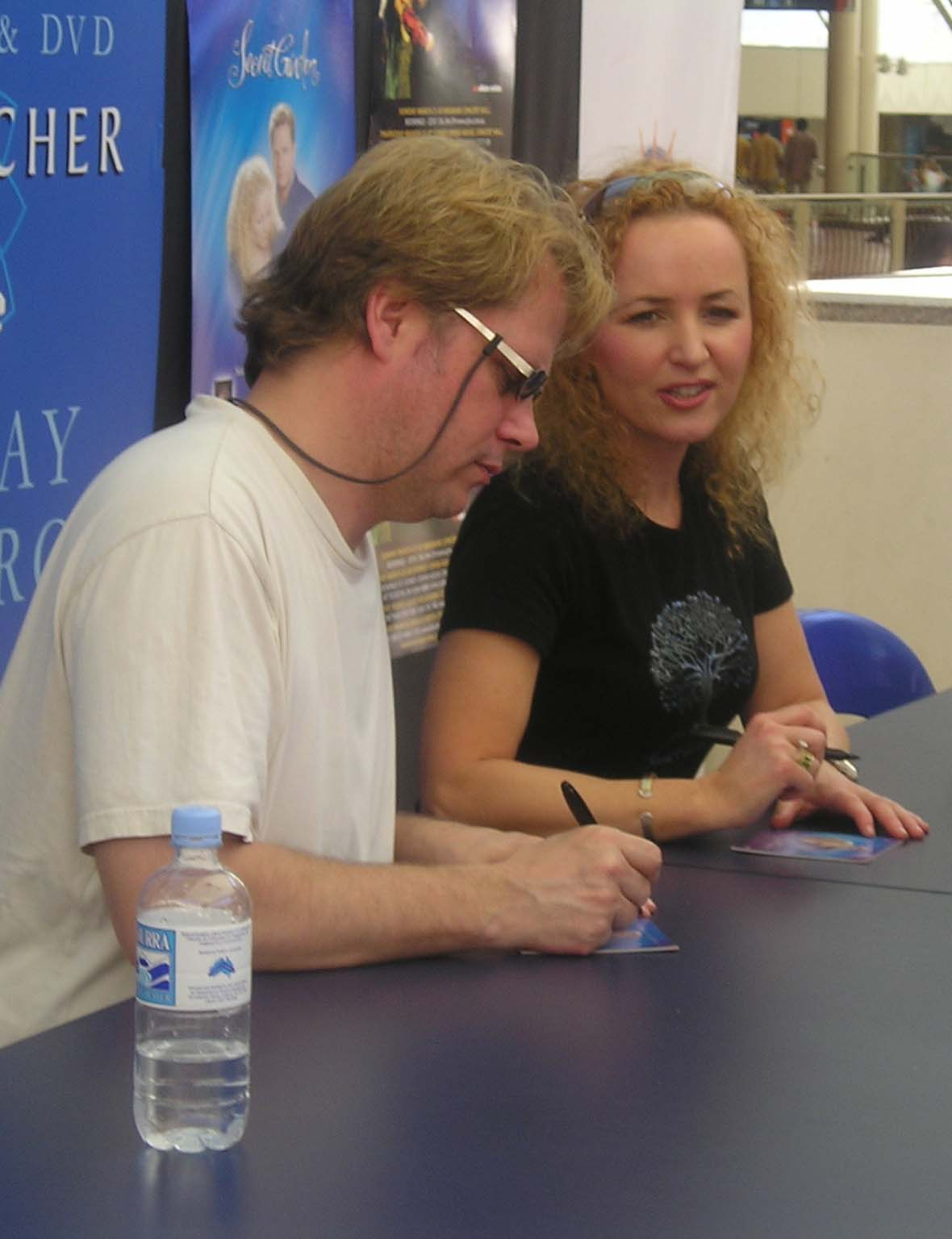
Secret Garden, vinnarna 1995 för Norge.
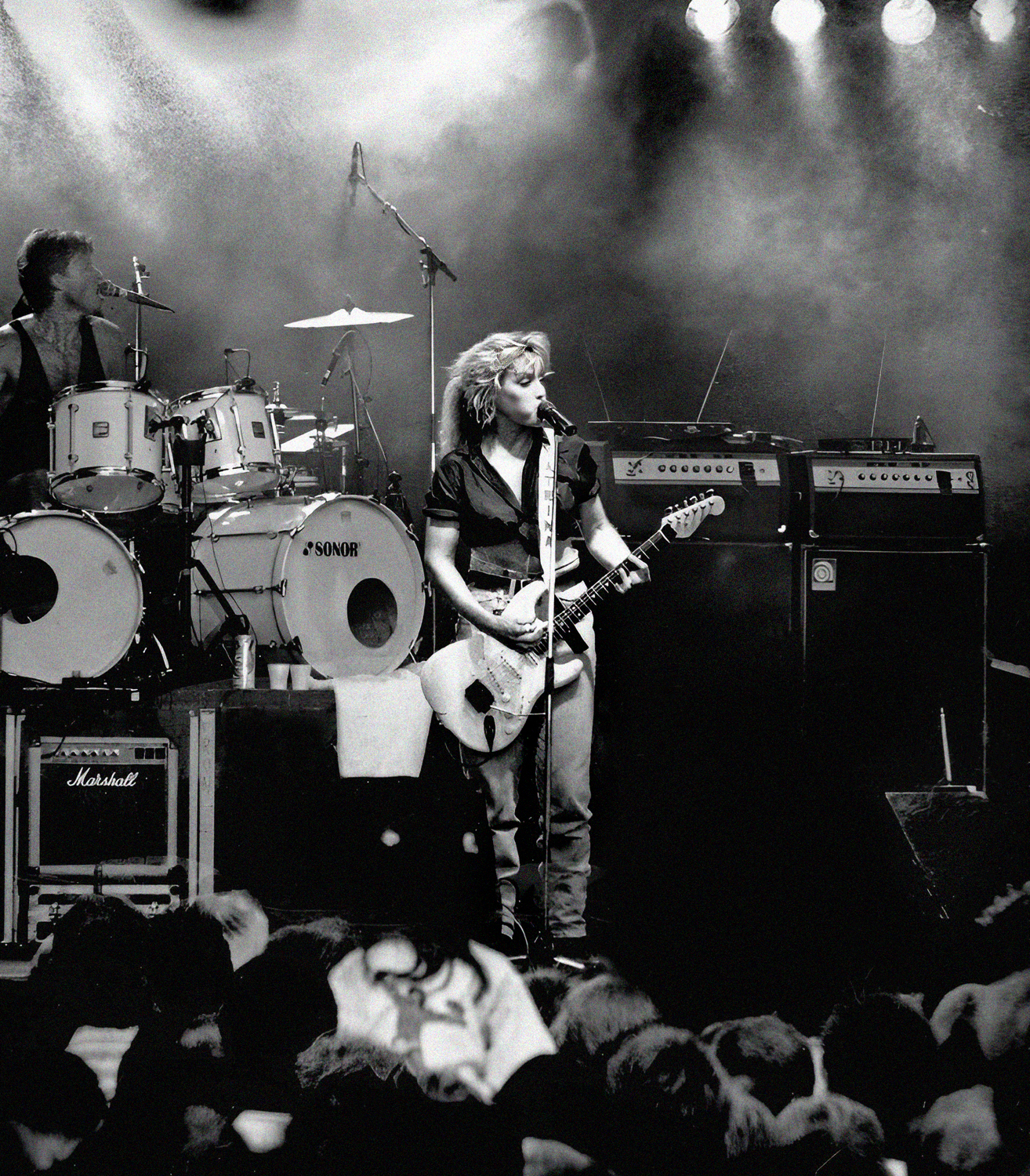
Katrina and the Waves, vinnarna 1997 för Storbritannien.
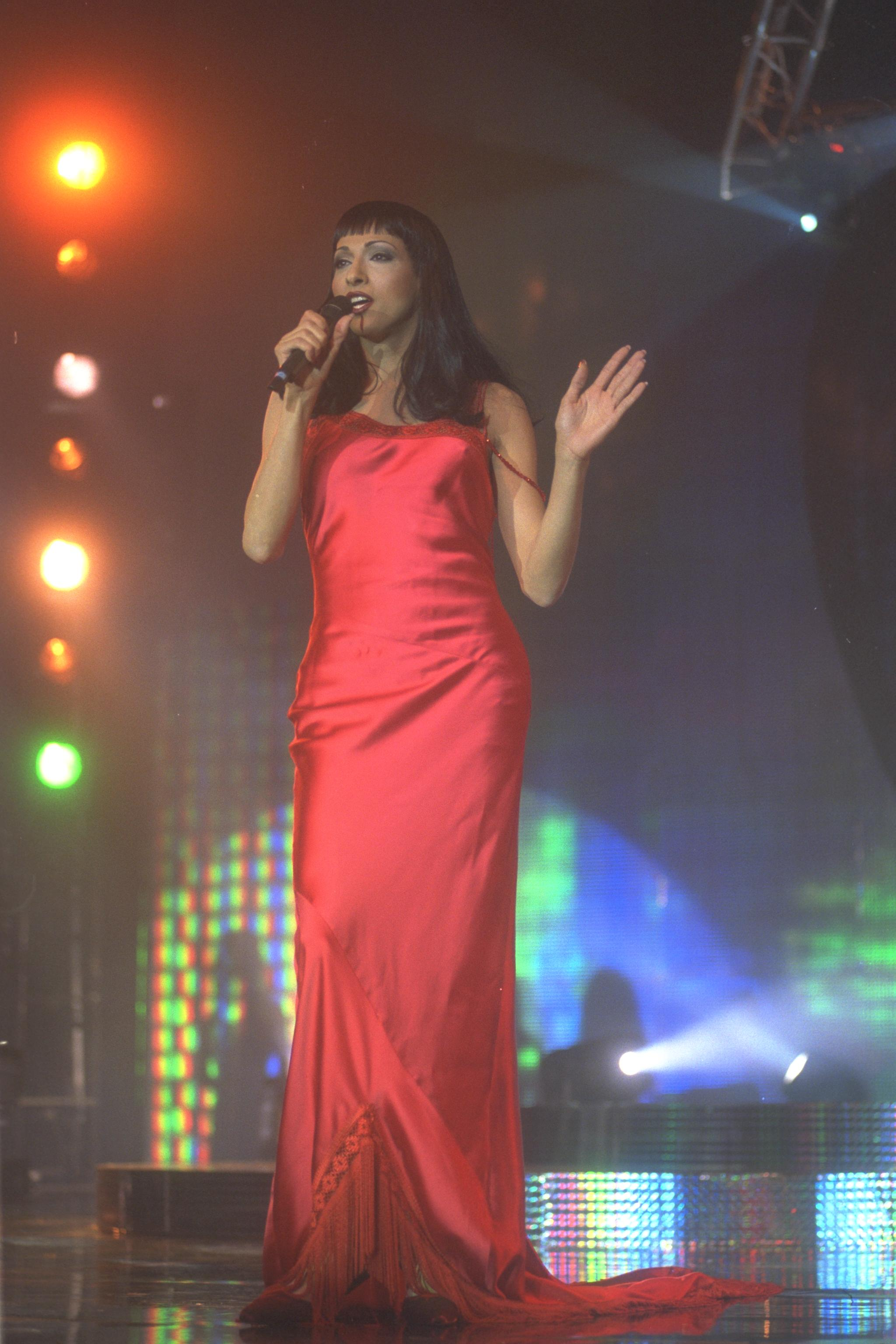
Dana International, vinnaren 1998 för Israel.
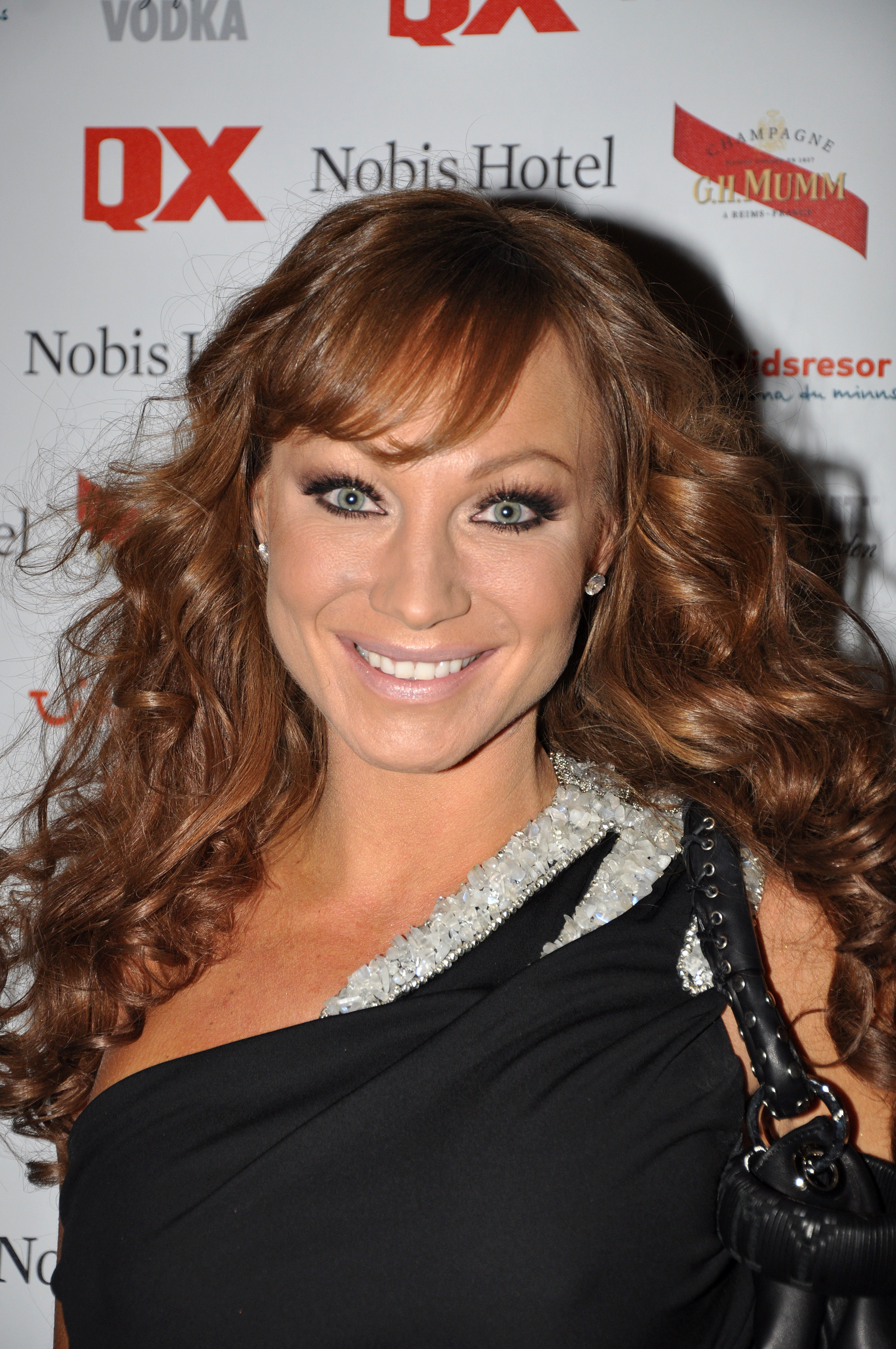
Charlotte Nilsson, vinnaren 1999 för Sverige.
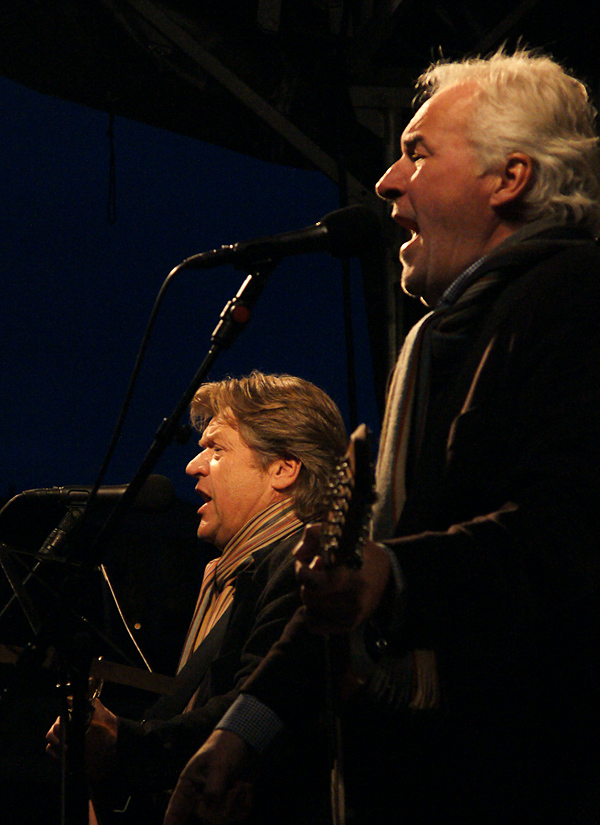
Olsen Brothers, vinnarna 2000 för Danmark.
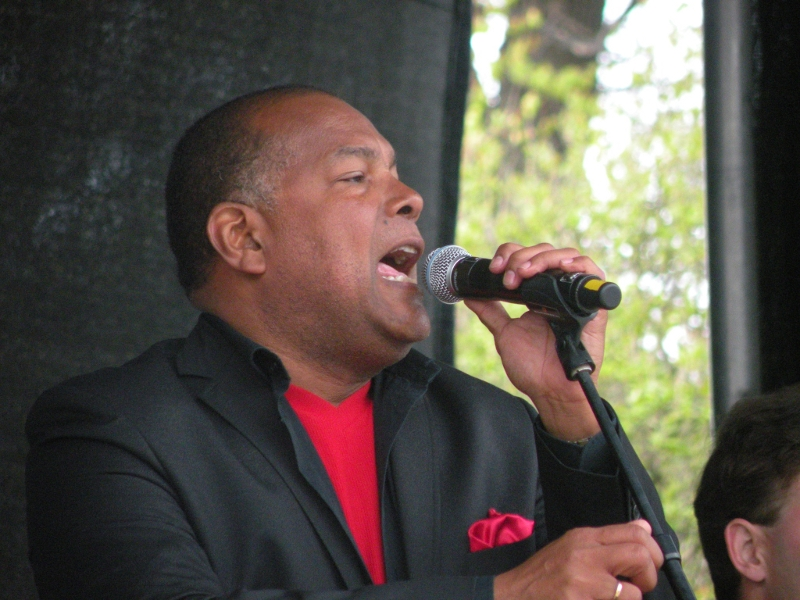
Dave Benton, vinnaren (tillsammans med Tanel Padar och 2XL) 2001 för Estland.
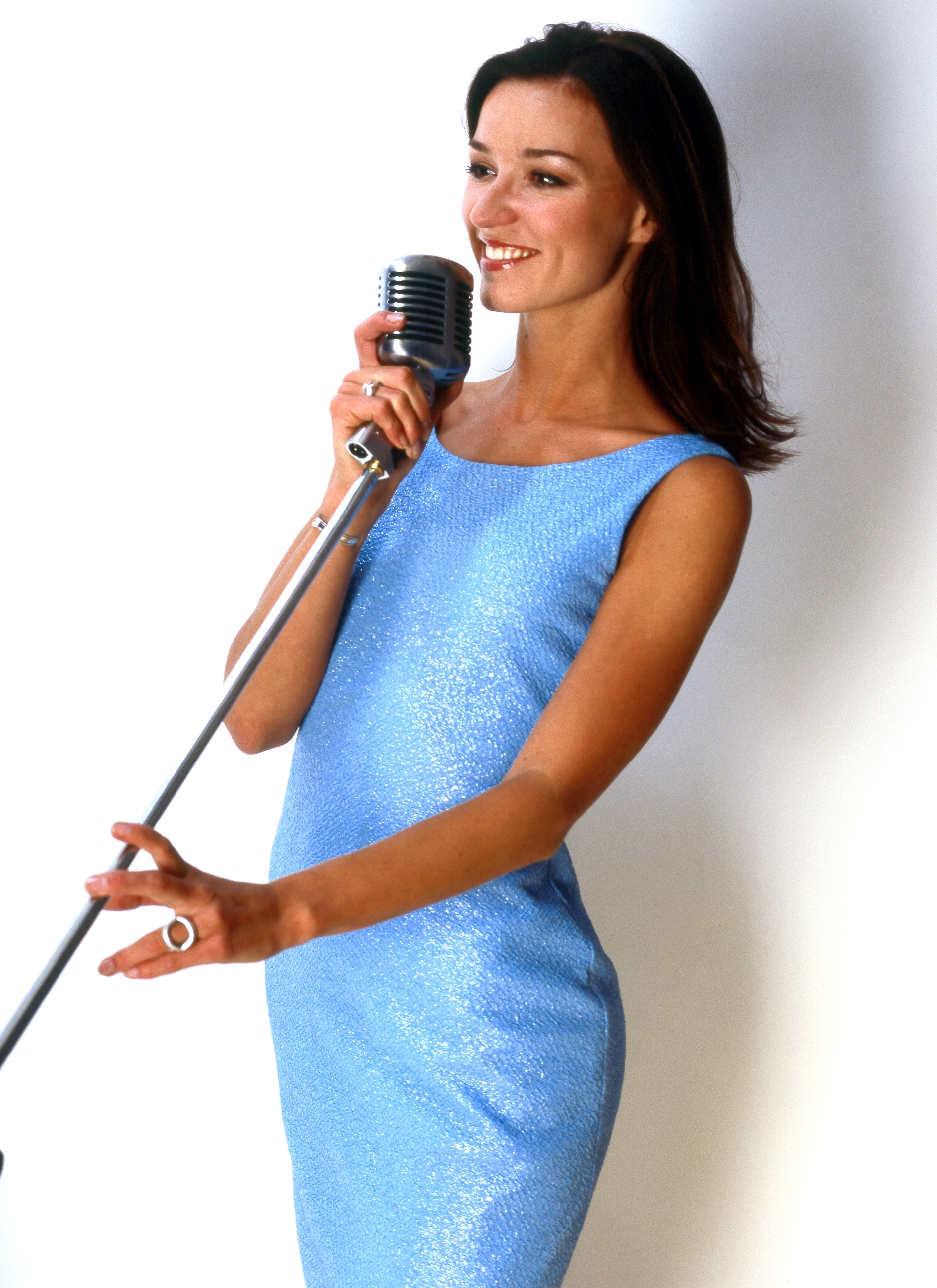
Marie N, vinnaren 2002 för Lettland.
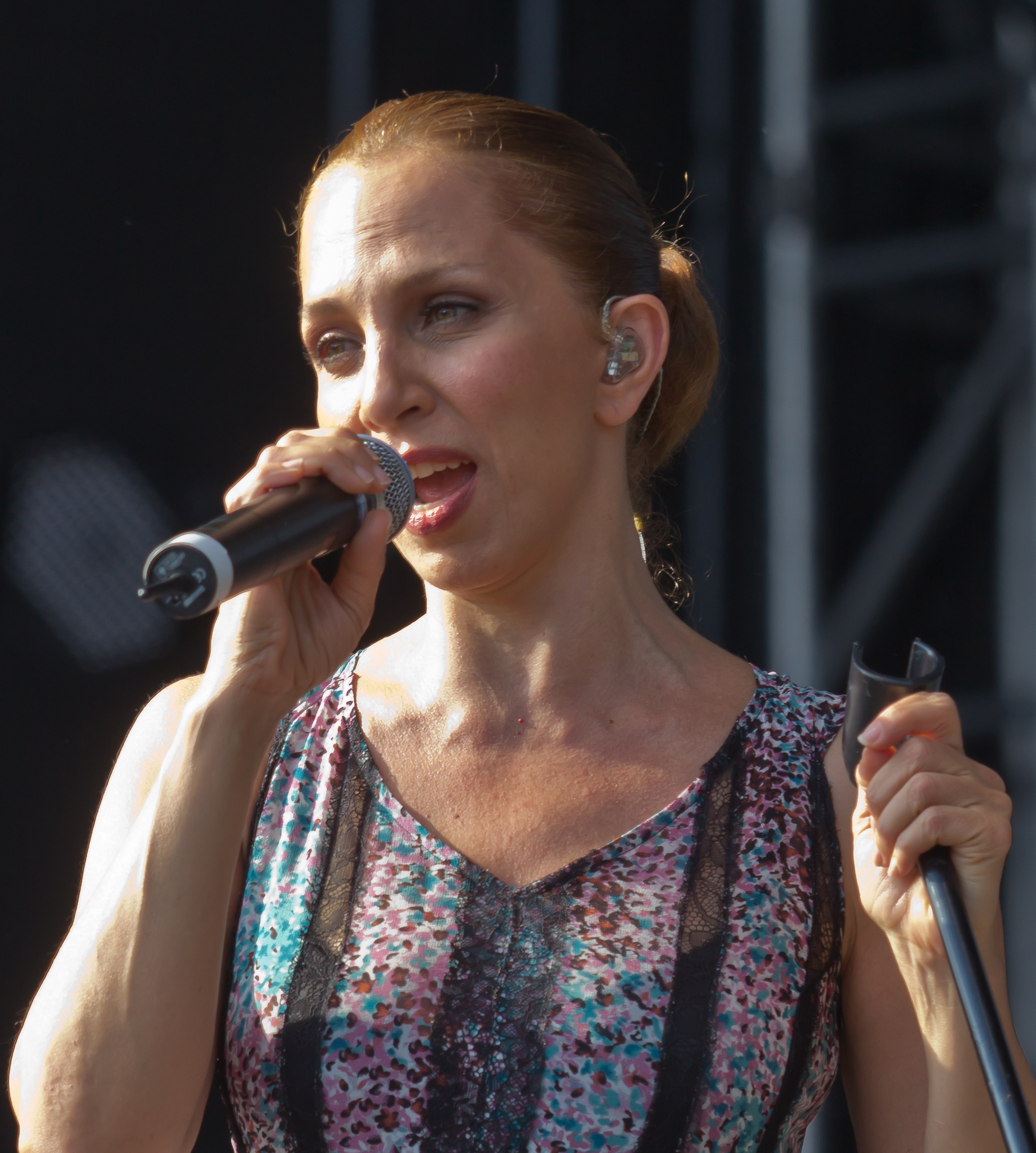
Sertab Erener, vinnaren 2003 för Turkiet.
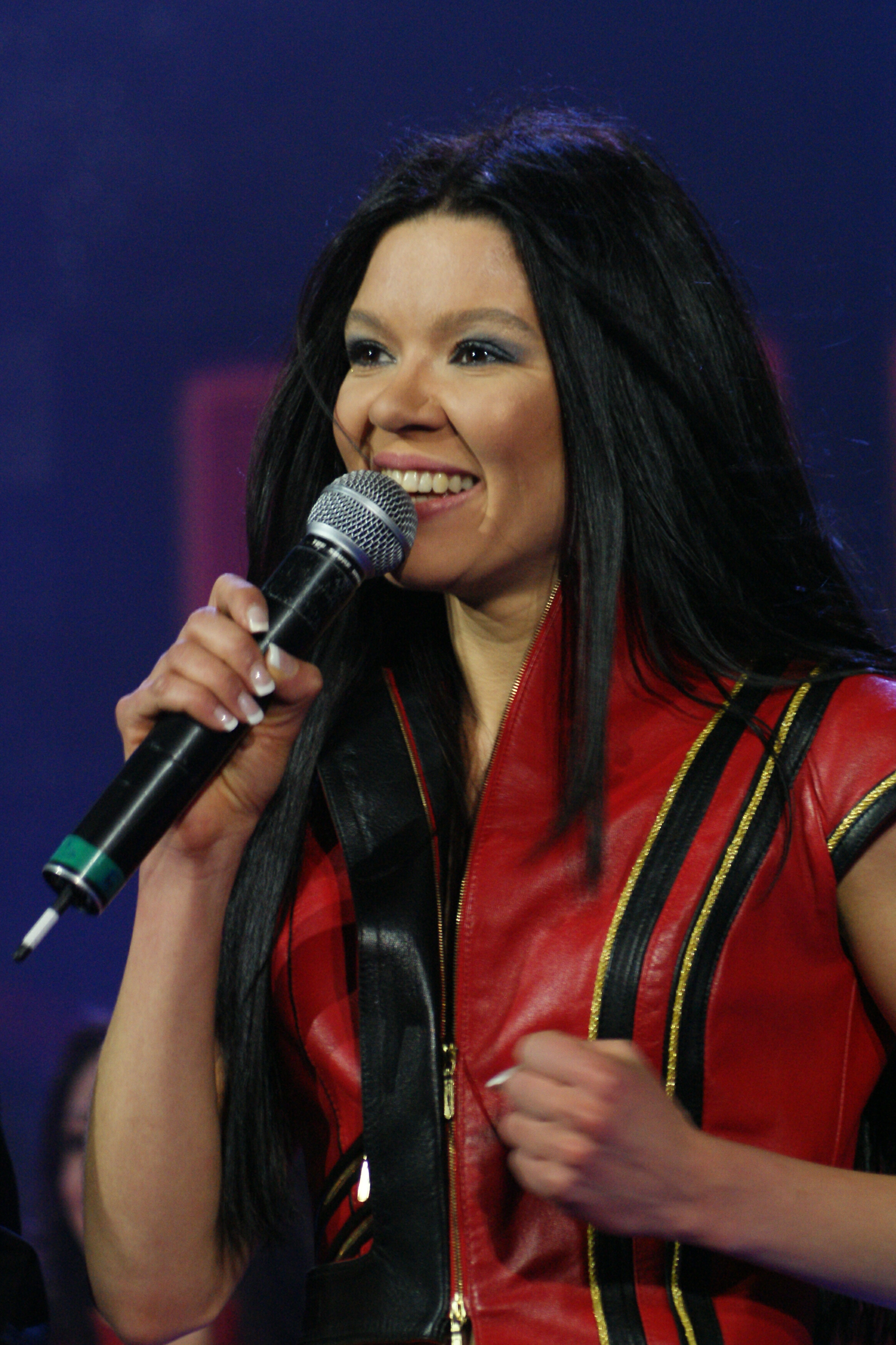
Ruslana, vinnaren 2004 för Ukraina.
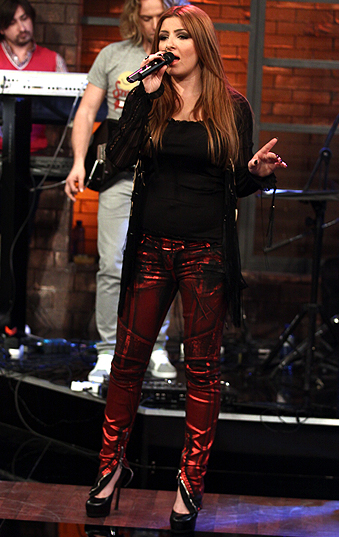
Helena Paparizou, vinnaren 2005 för Grekland.
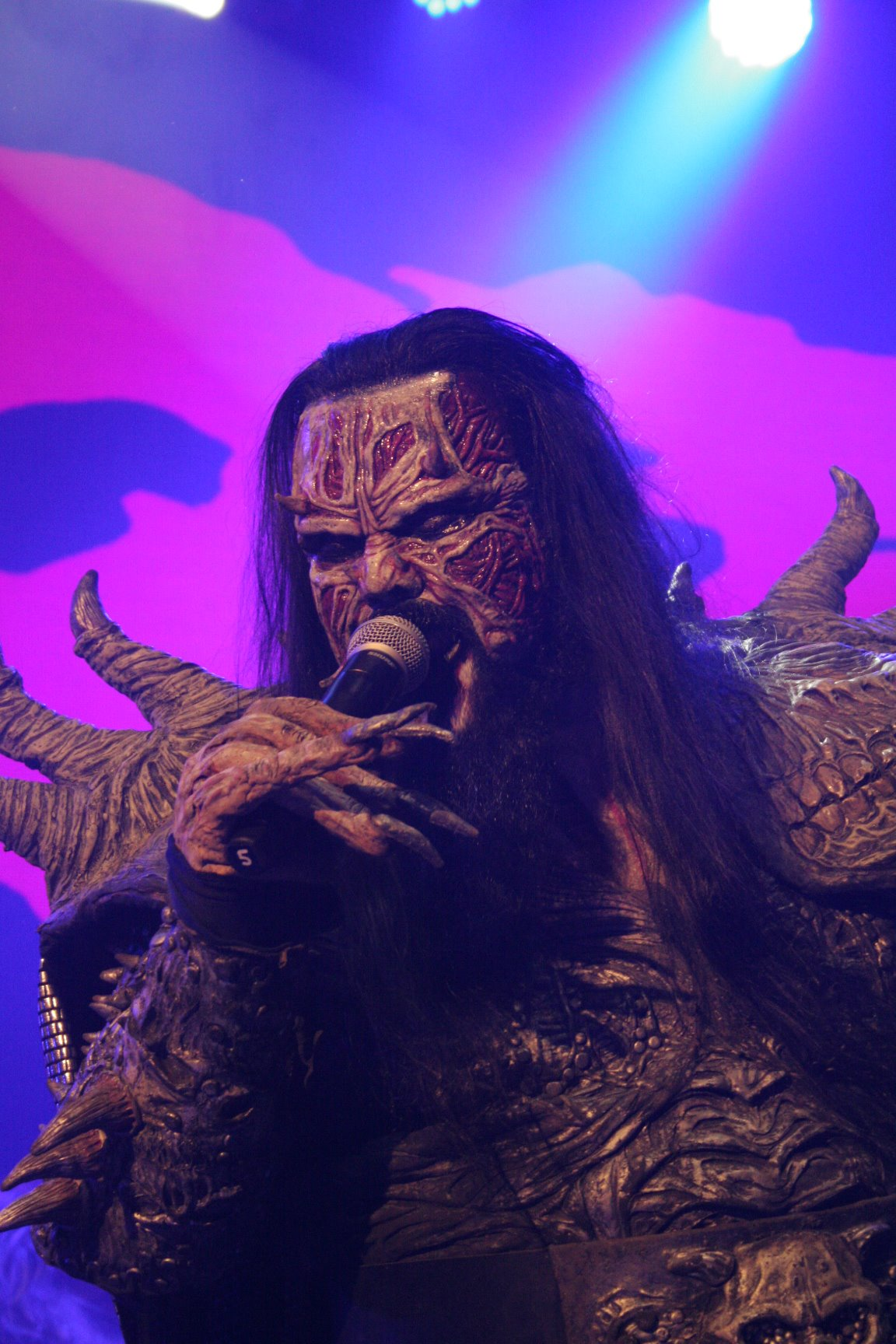
Lordi, vinnarna 2006 för Finland.
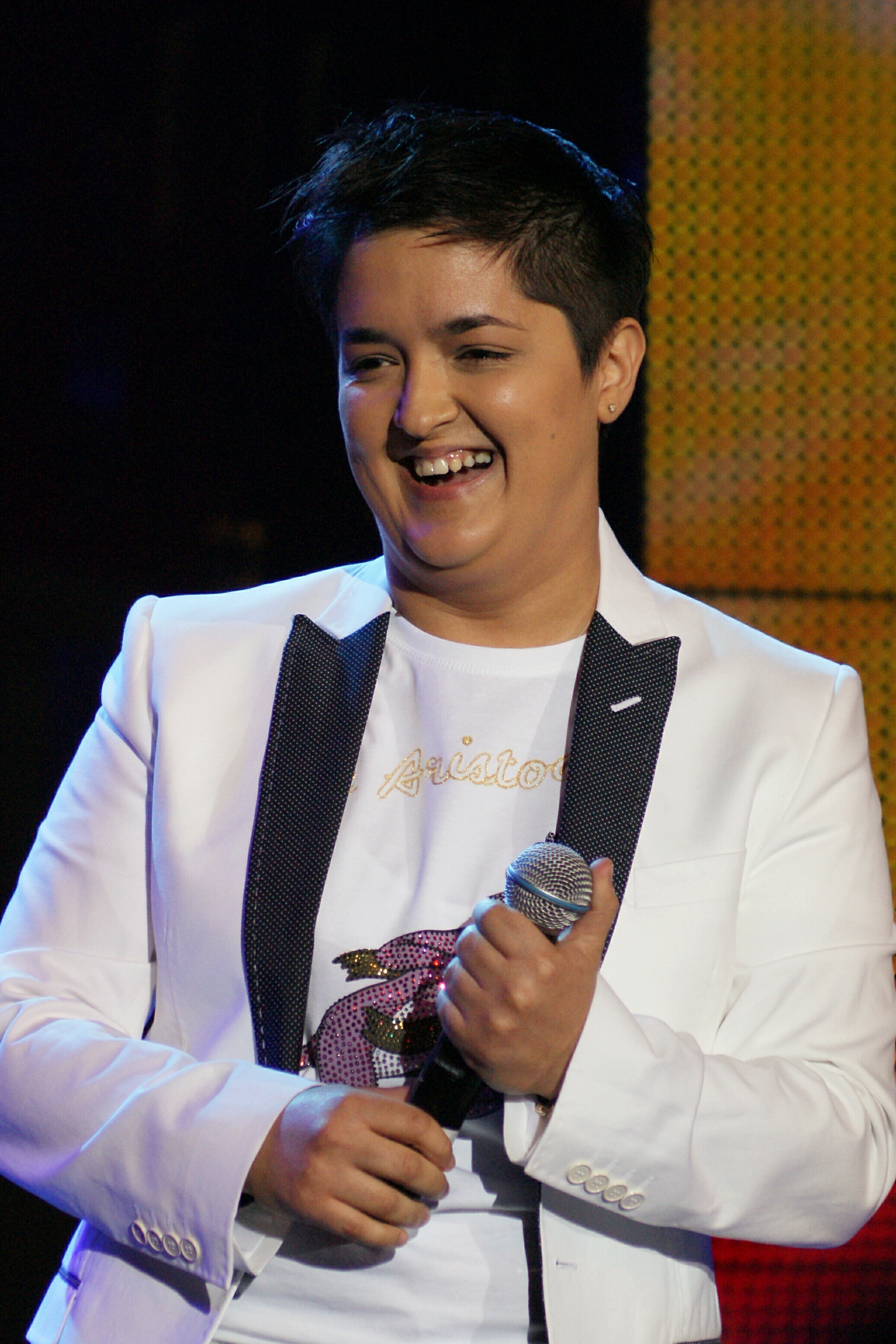
Marija Šerifović, vinnaren 2007 för Serbien.
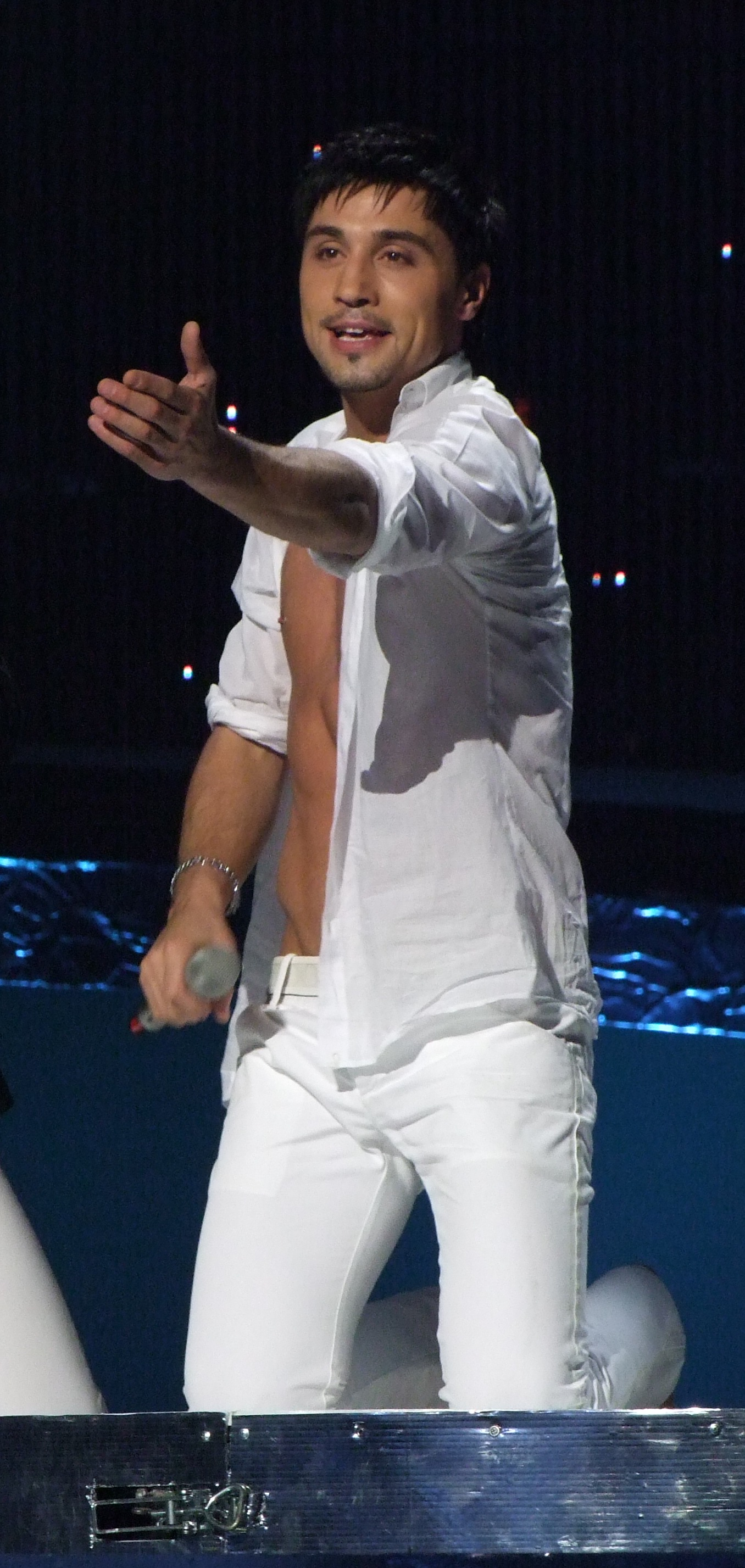
Dima Bilan, vinnaren 2008 för Ryssland.
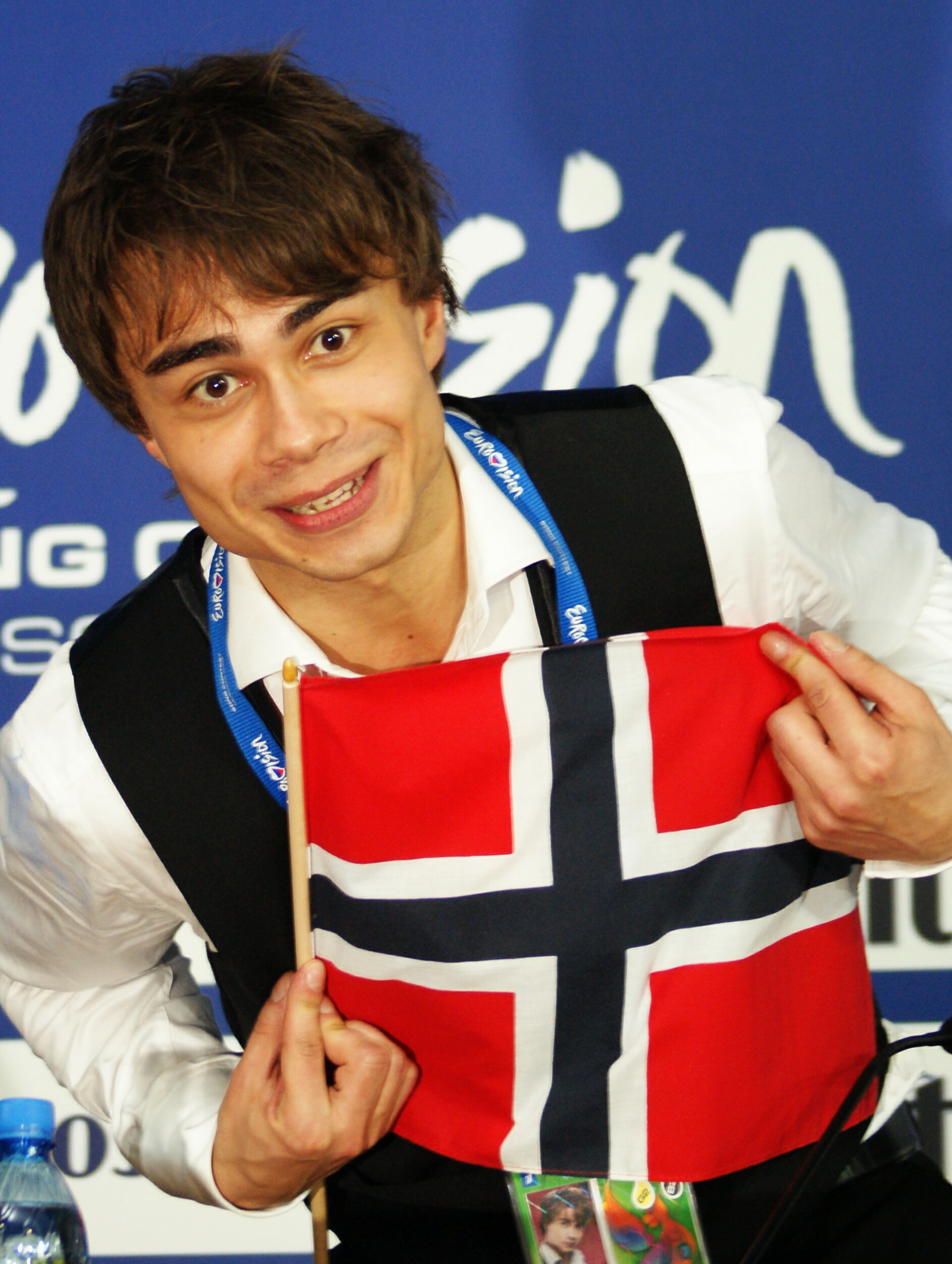
Alexander Rybak, vinnaren 2009 för Norge.
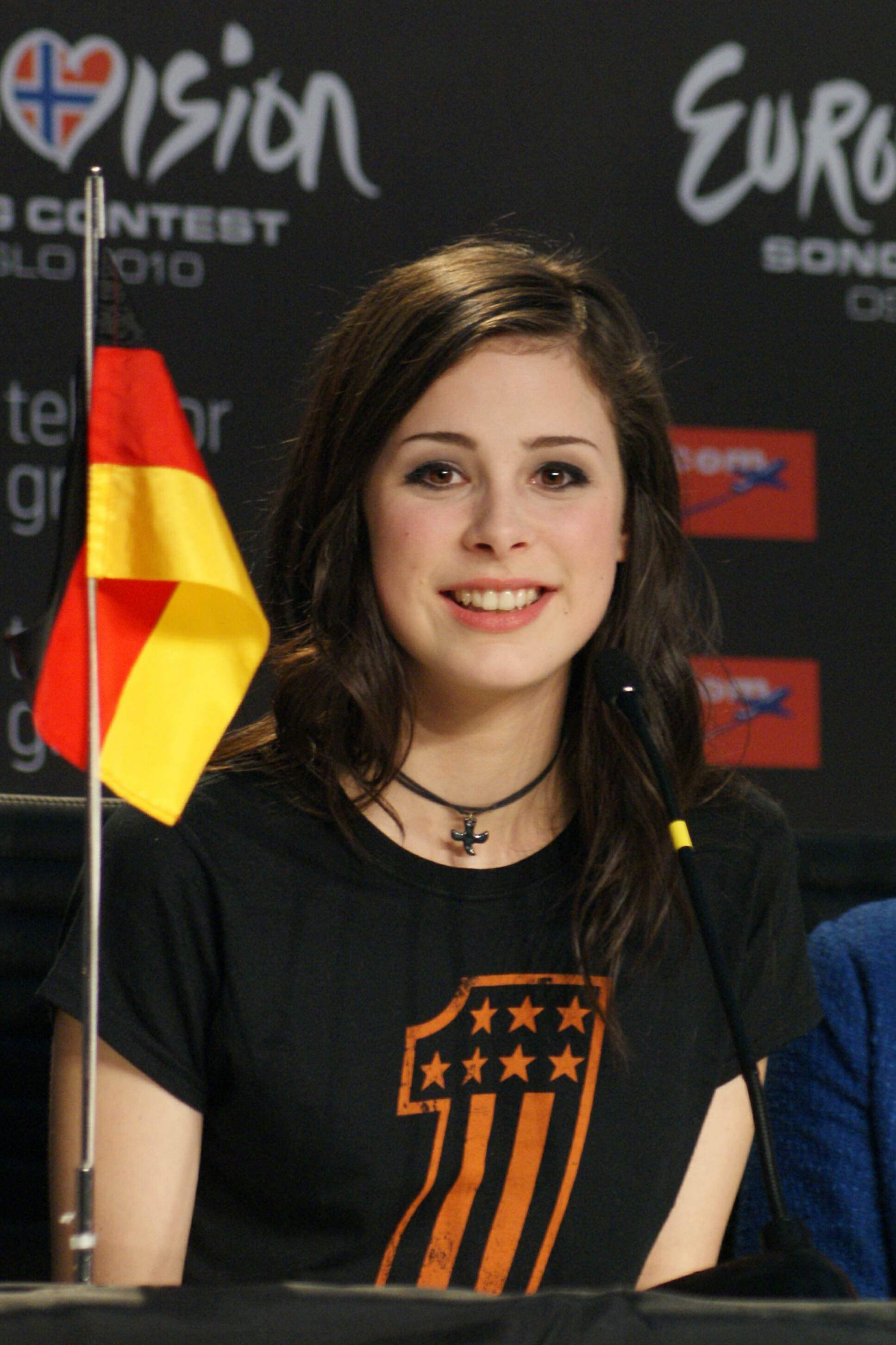
Lena, vinnaren 2010 för Tyskland.
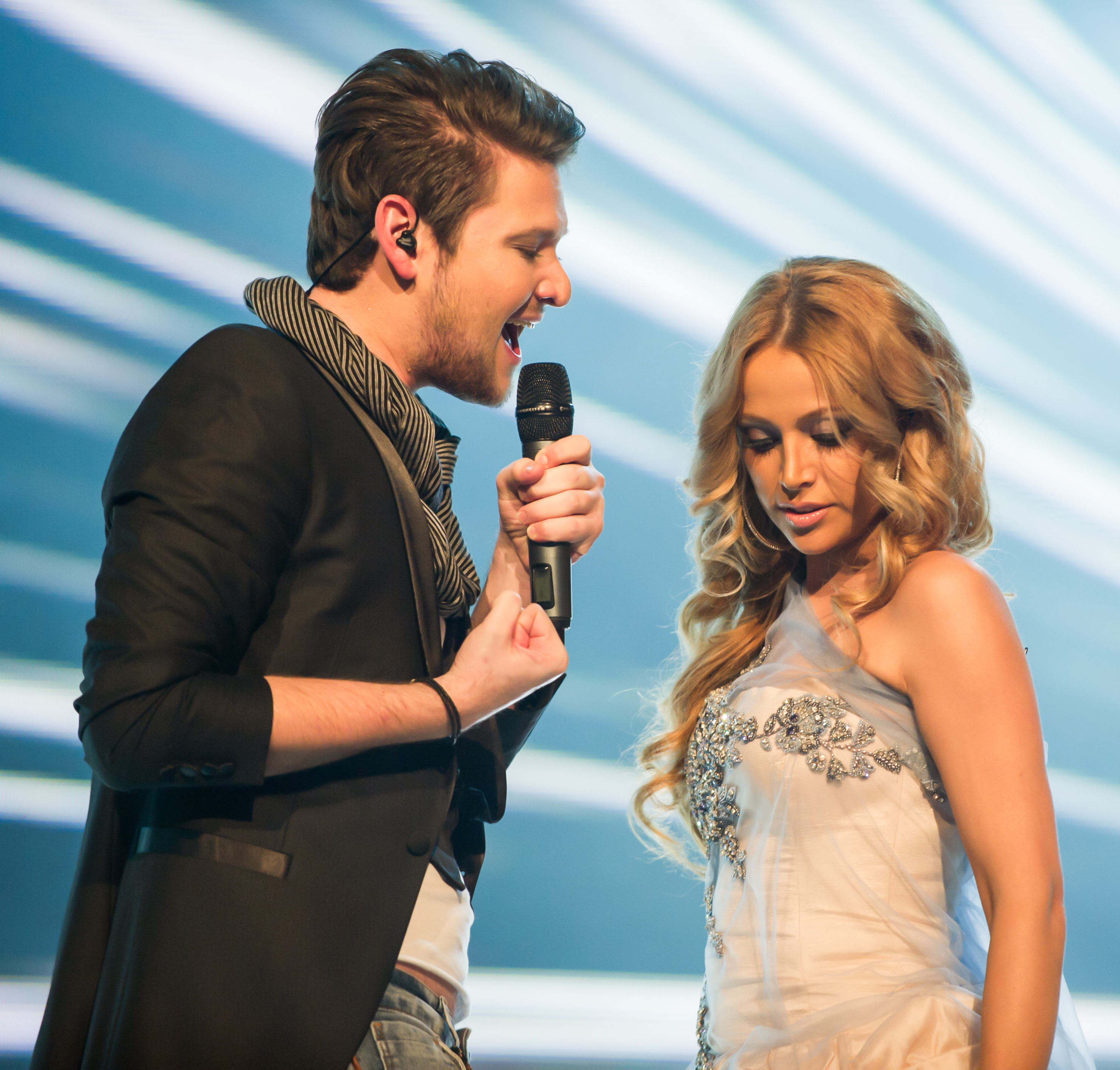
Ell & Nikki, vinnaren 2011 för Azerbajdzjan.
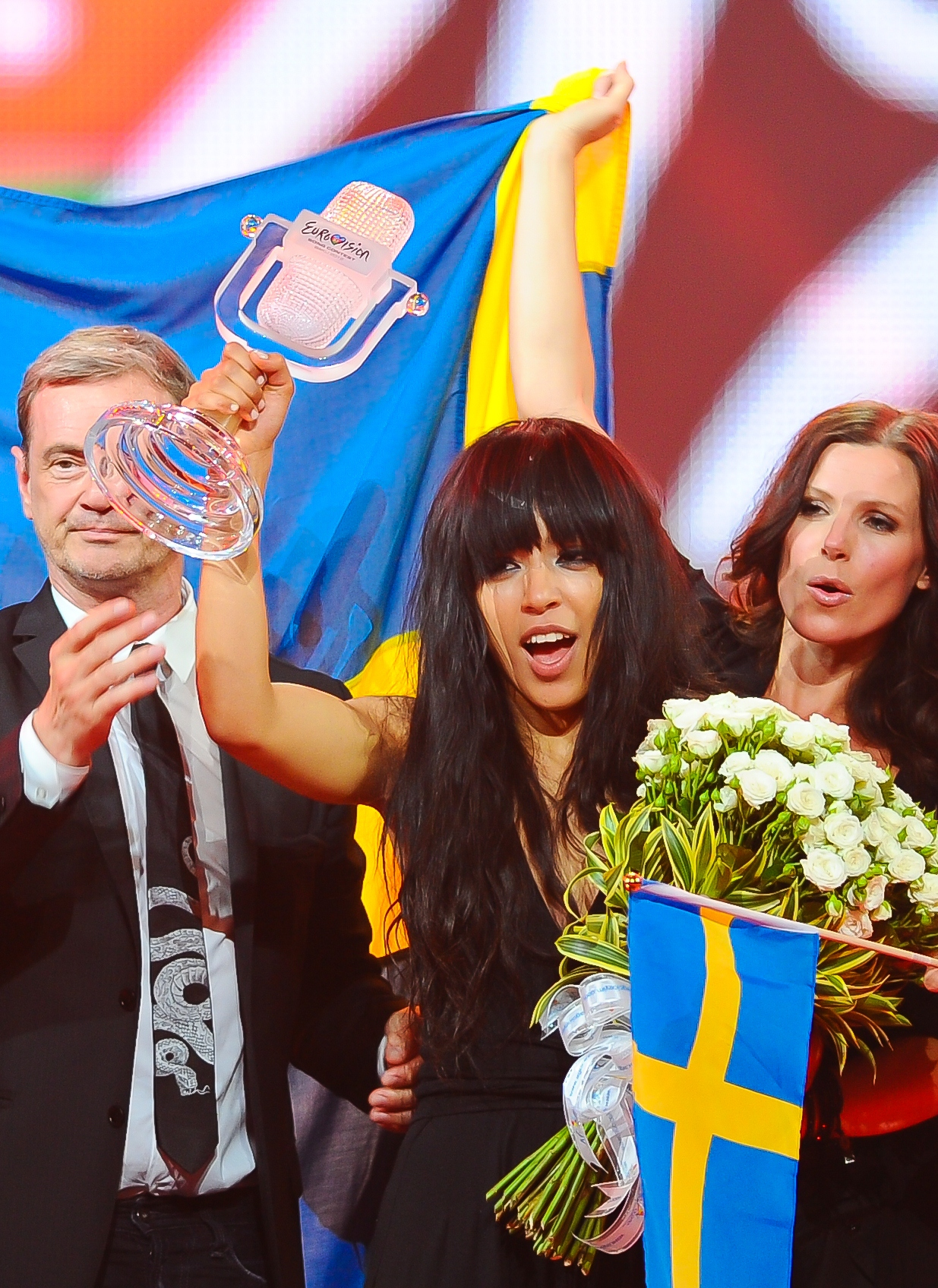
Loreen, vinnaren 2012 för Sverige.
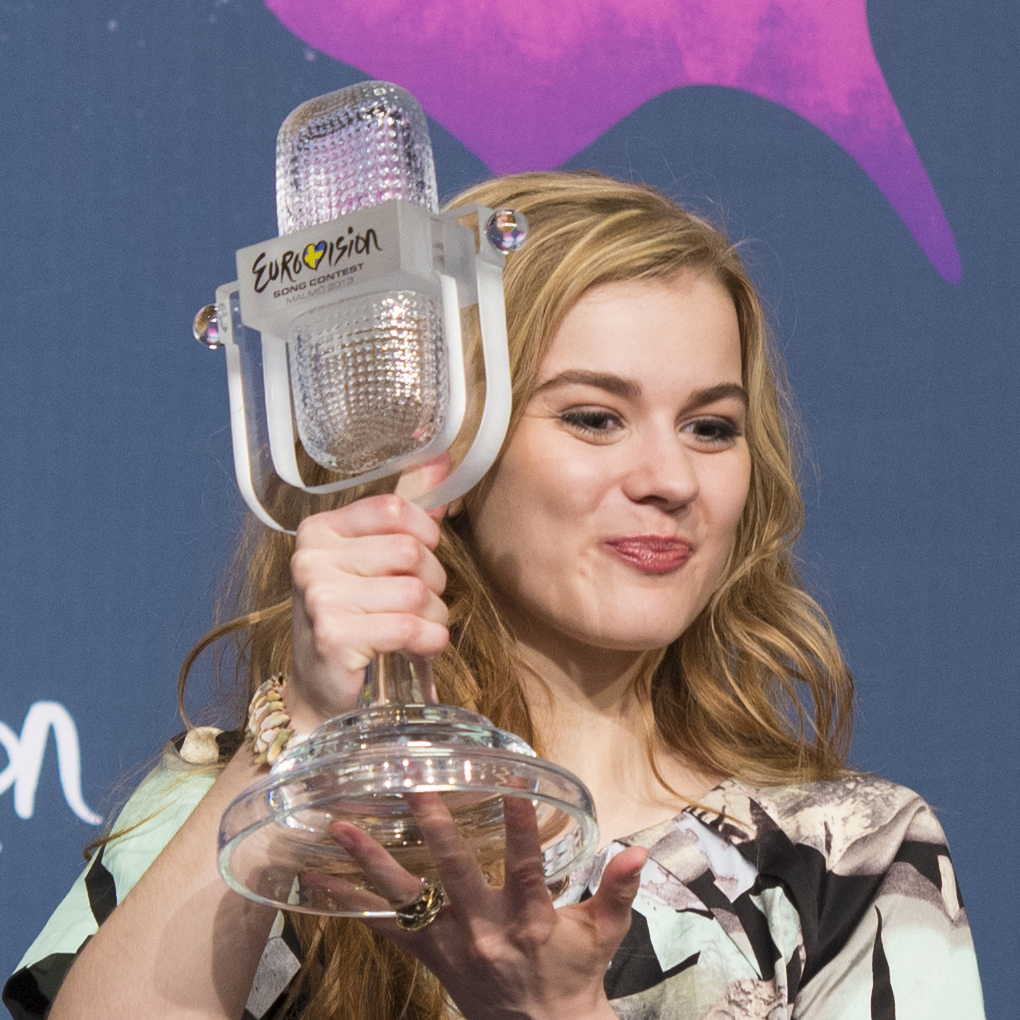
Emmelie de Forest, vinnaren 2013 för Danmark.
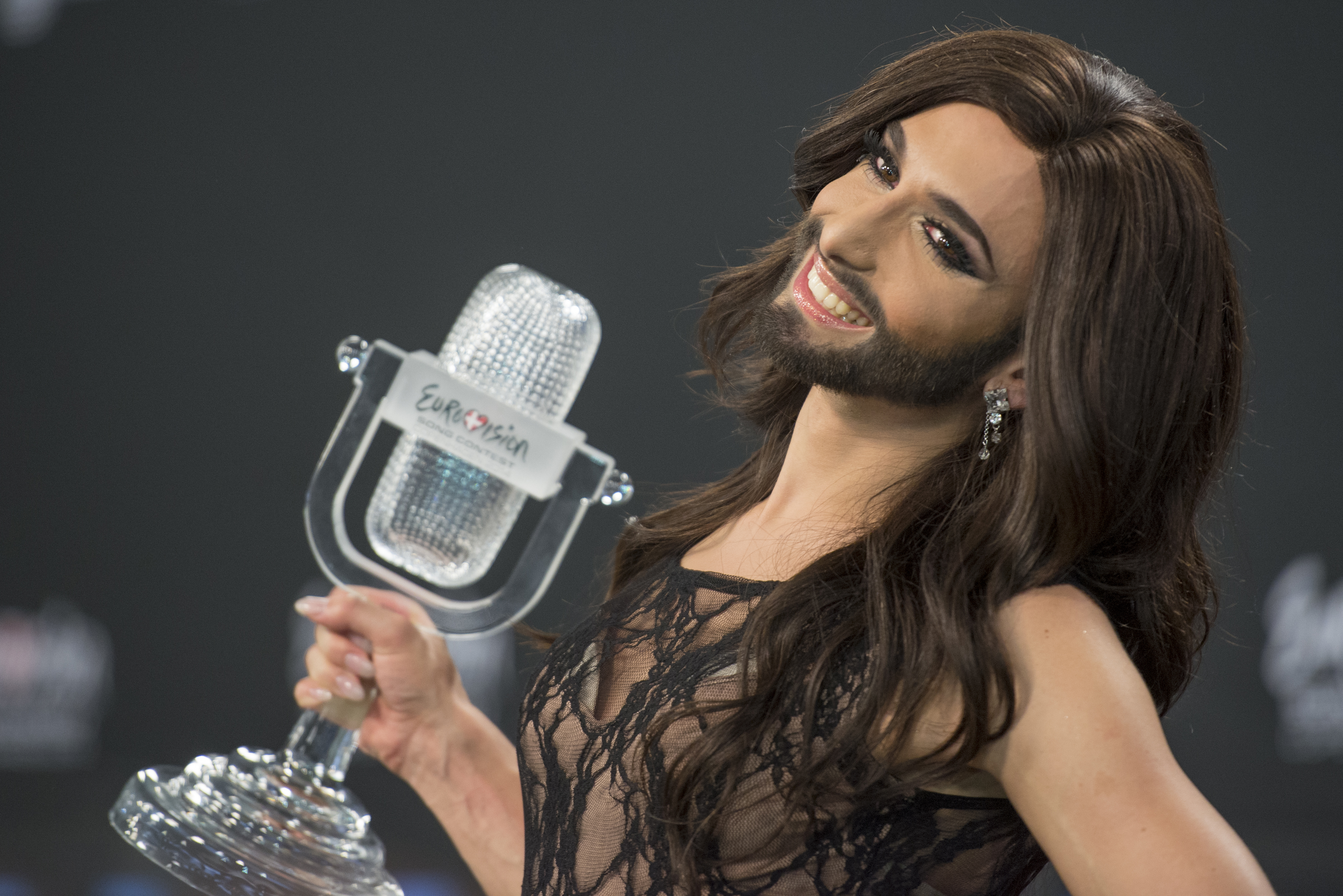
Conchita Wurst, vinnaren 2014 för Österrike.
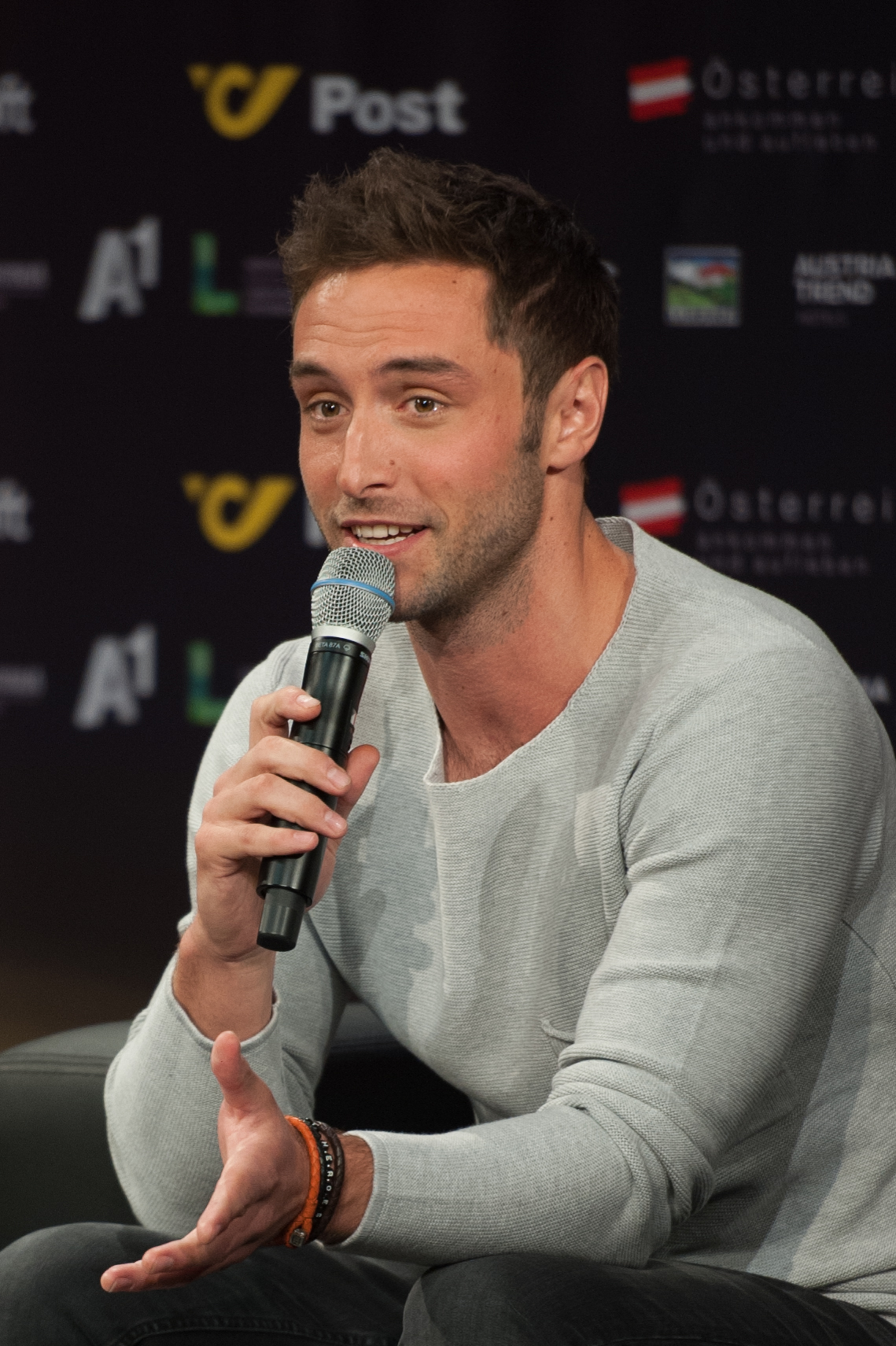
Måns Zelmerlöw, vinnaren 2015 för Sverige.
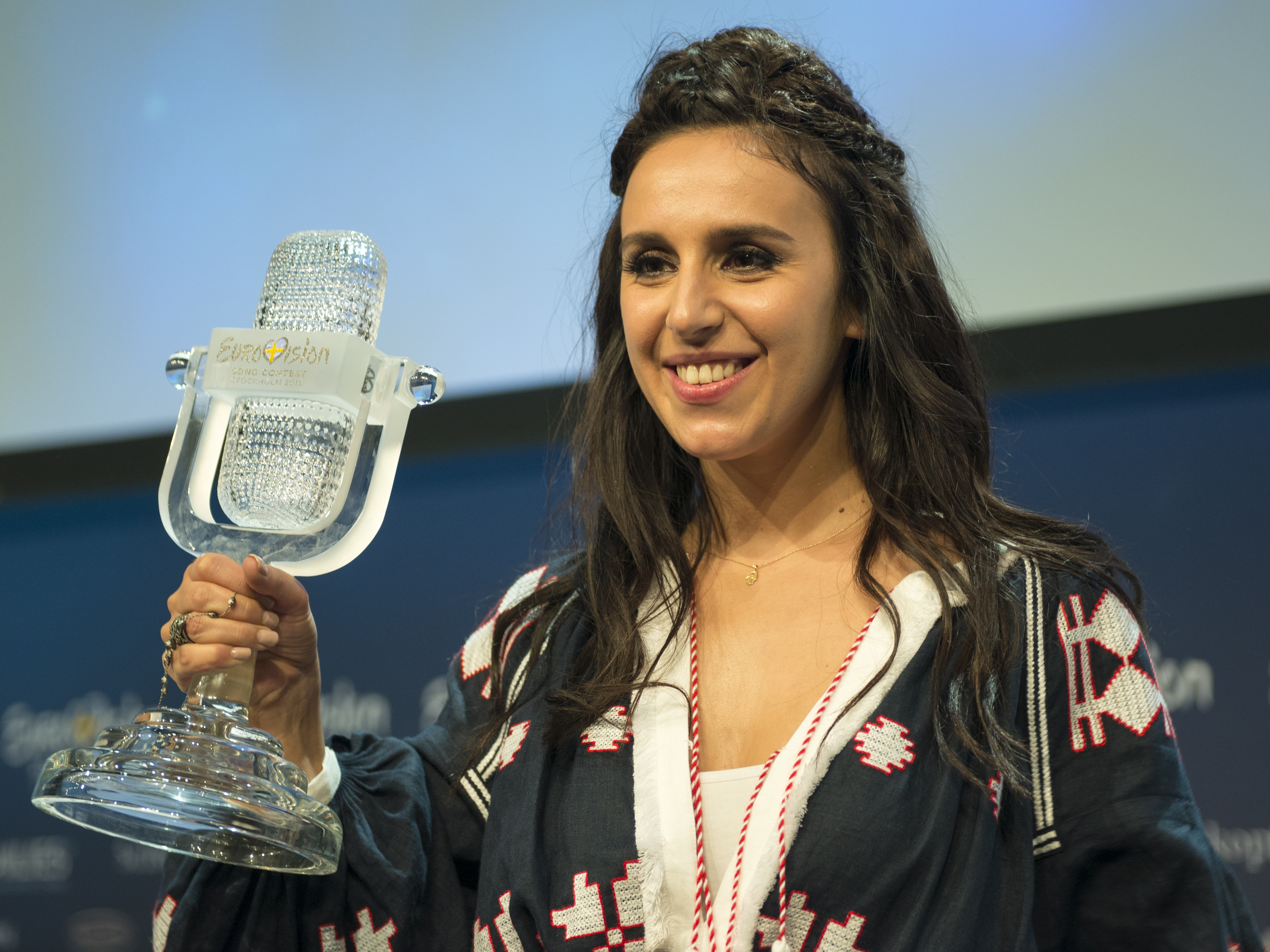
Jamala, vinnaren 2016 för Ukraina.
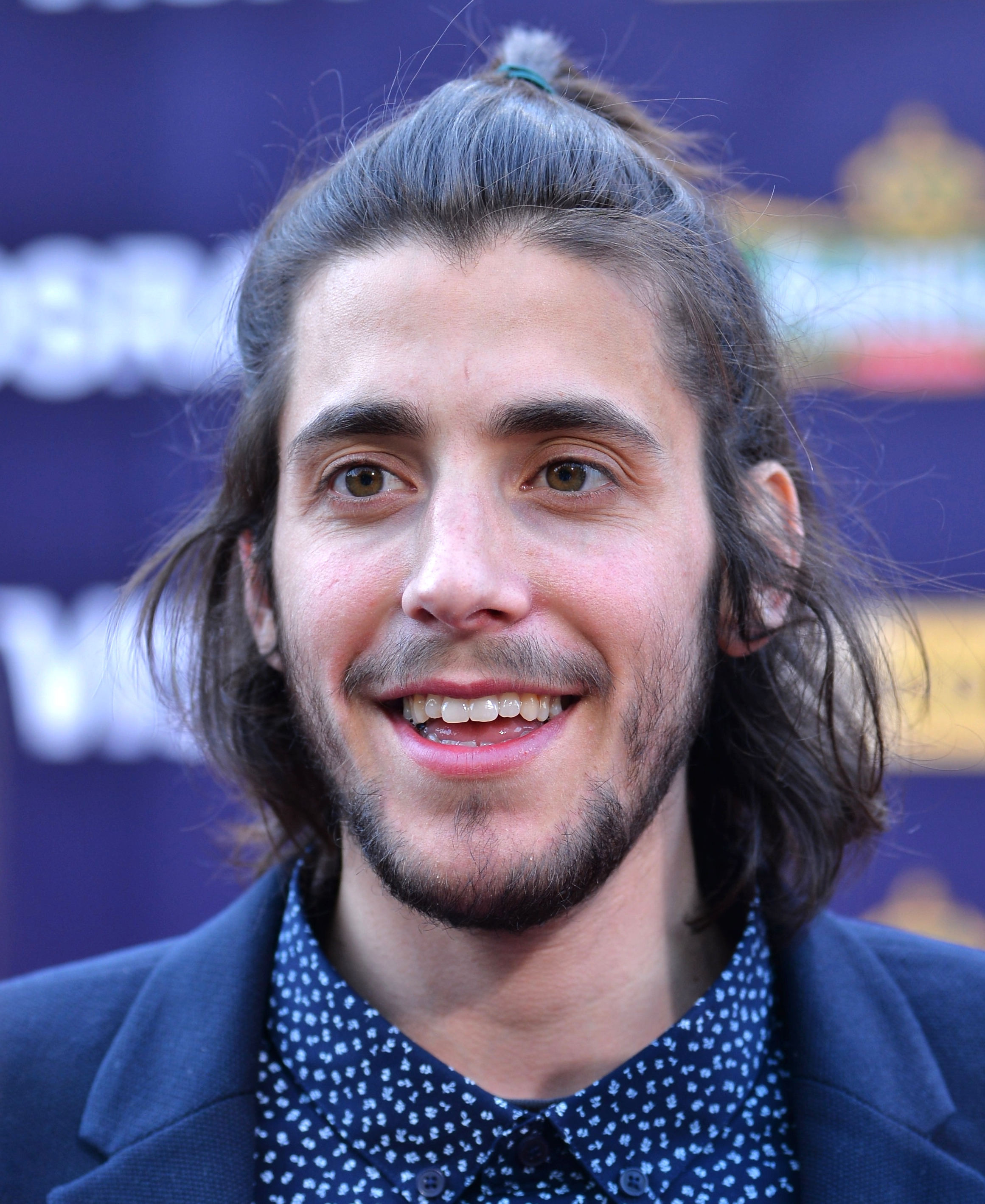
Salvador Sobral, vinnaren 2017 för Portugal.
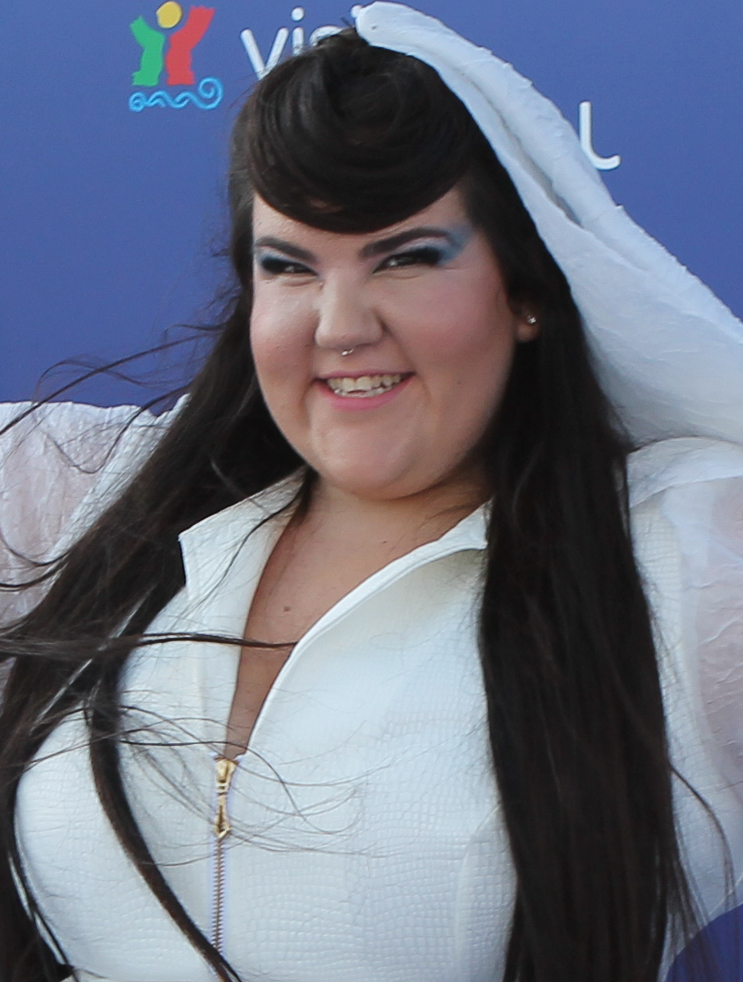
Netta, vinnaren 2018 för Israel.
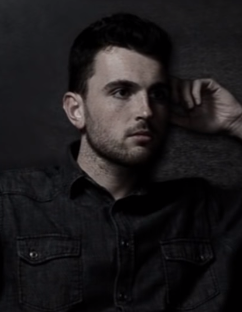
Duncan Laurence, vinnaren 2019 för Nederländerna.
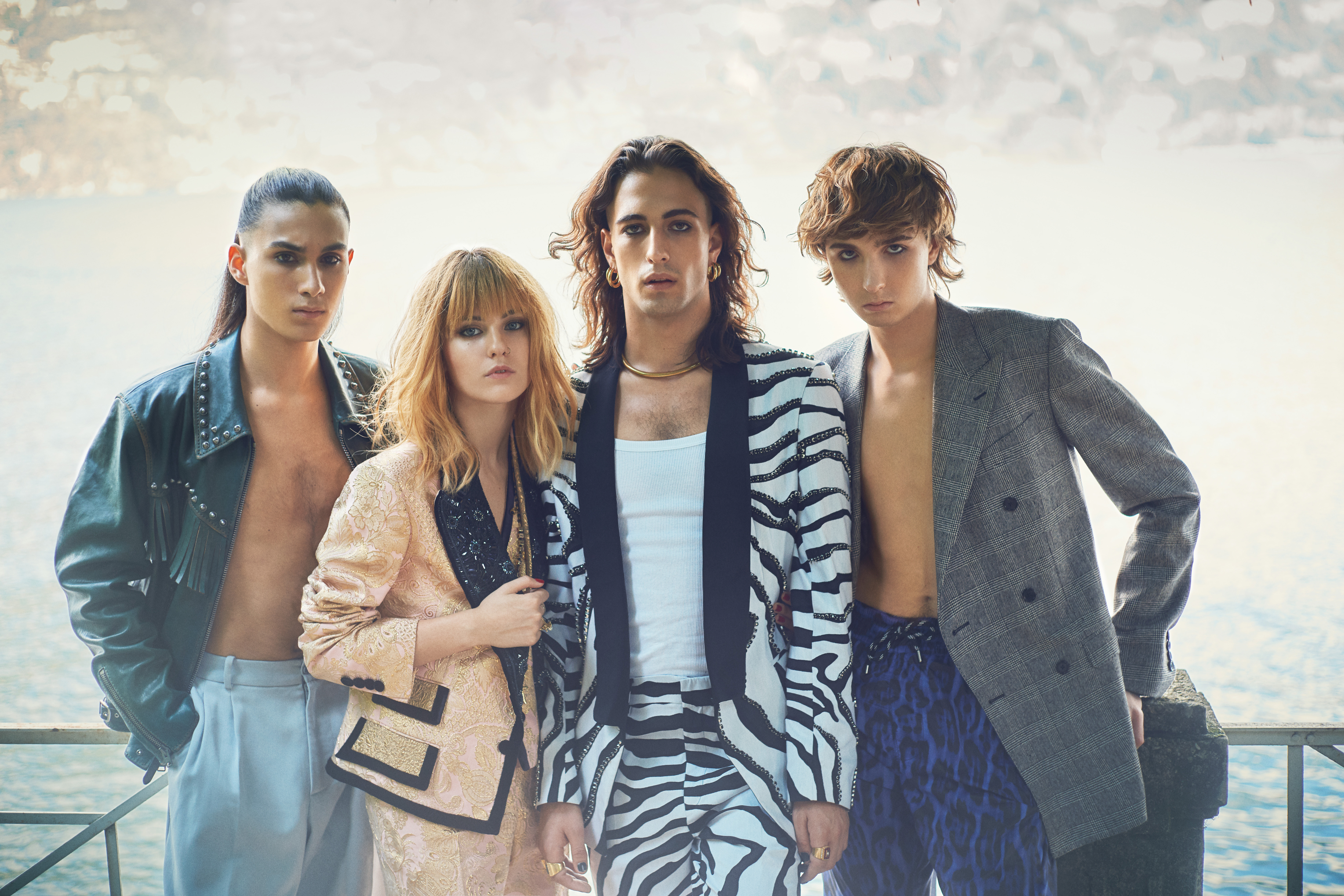
Måneskin, vinnaren 2021 för Italien.
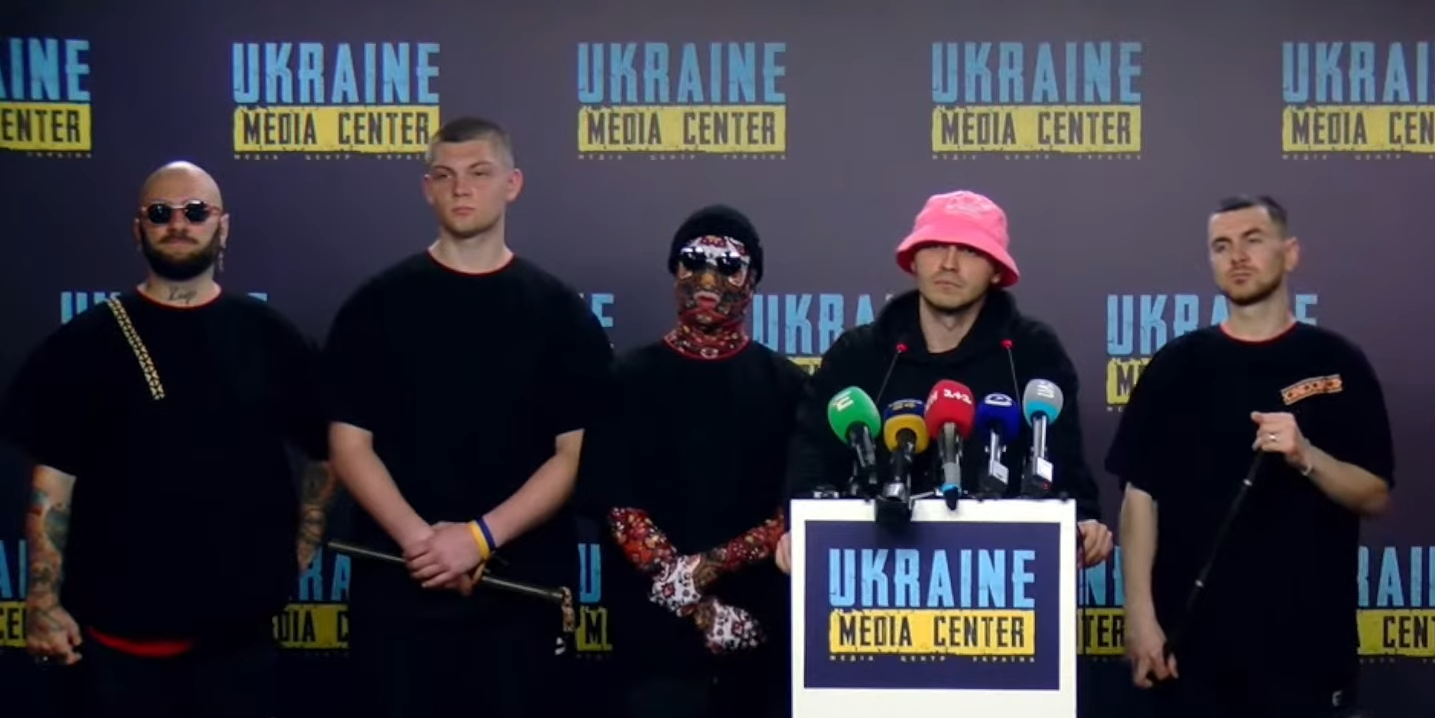
Kalush Orchestra, vinnaren 2022 för Ukraina.
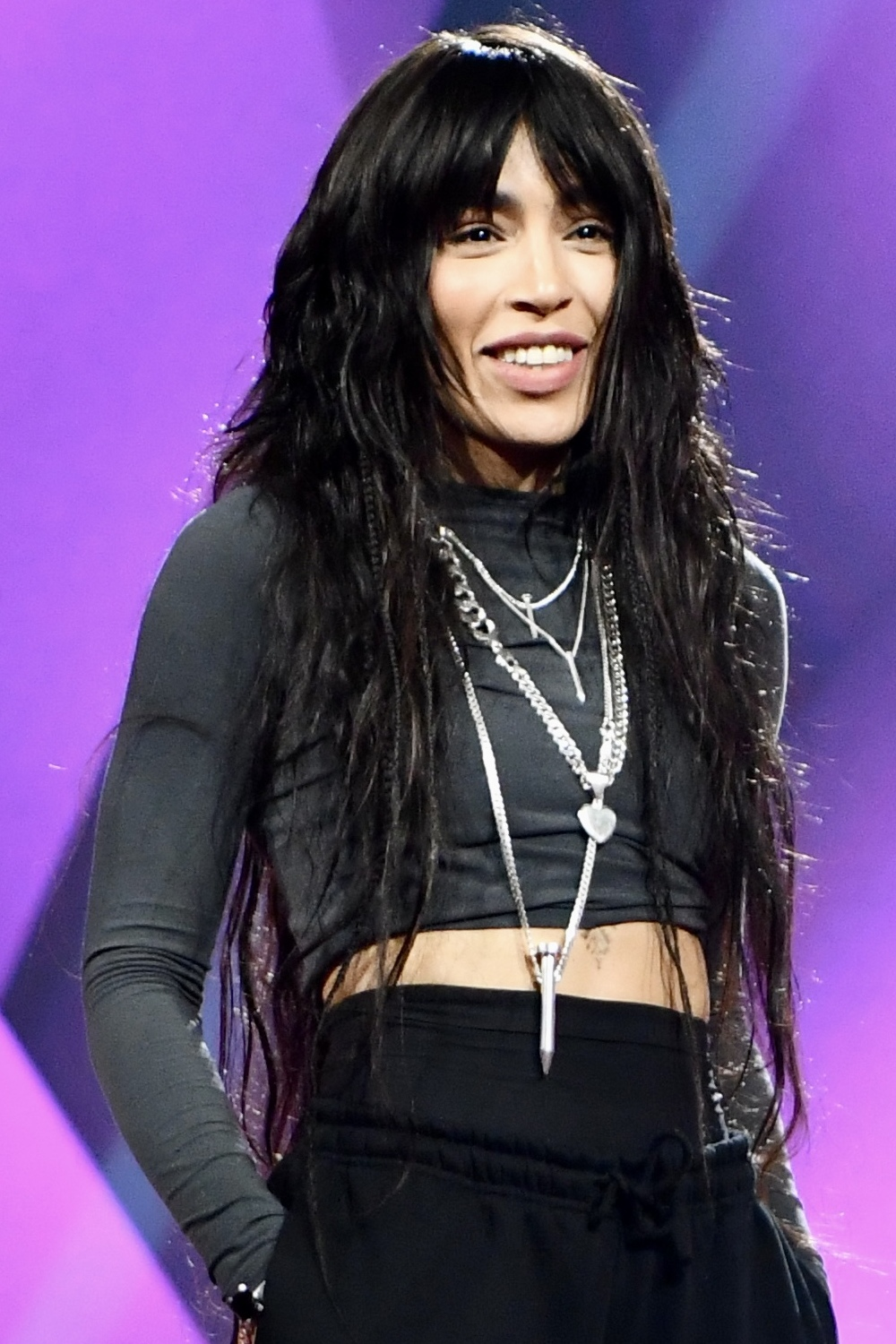
Loreen, vinnaren 2023 för Sverige.
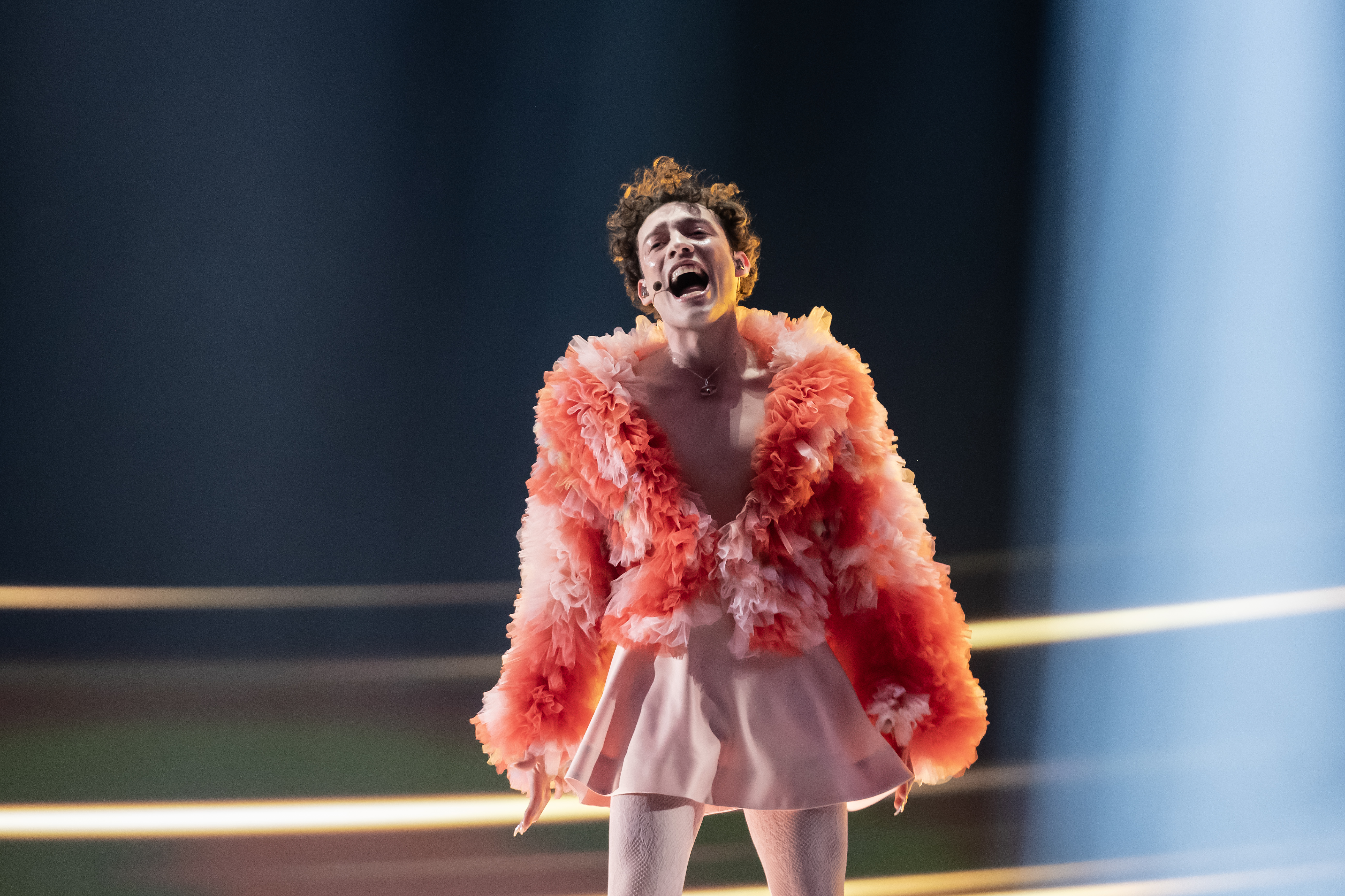
Nemo, vinnaren 2024 för Schweiz.
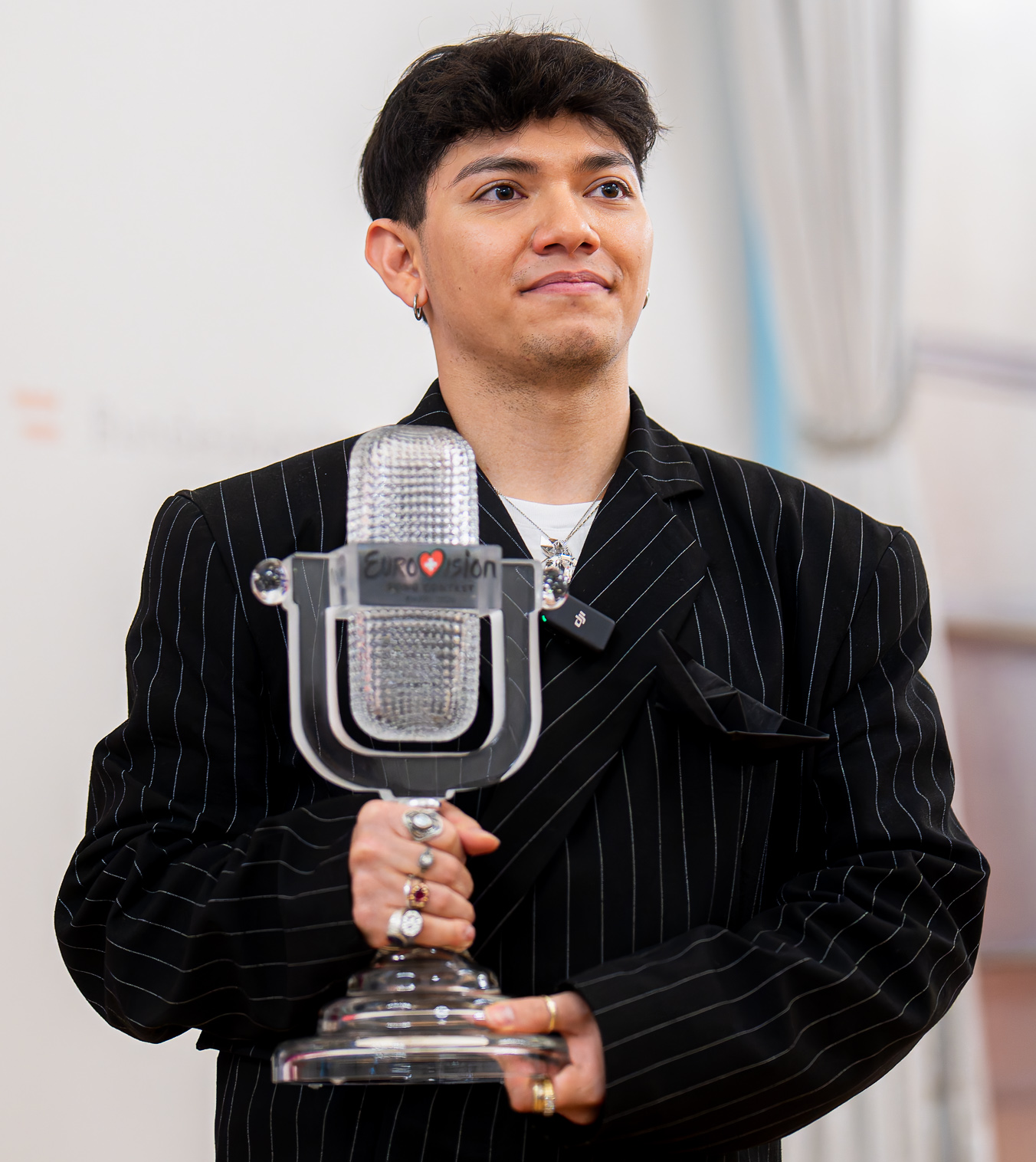
JJ, vinnaren 2025 för Österrike.

|  | Eurovision-portalen |

### Källreferenser
1. ↑  Extract from the rules for the 2007 Eurovision Song Contest. Eurovision.tv. Retrieved on 22 August 2007. Arkiverad May 7, 2007
2. ↑  Eurovision 1956. Eurovision.tv. Retrieved on 24 May 2008. Arkiverad May 28, 2008
3. ↑   O'Connor, John Kennedy. Eurovision Song Contest - Den officiella historien. Carlton Books, Storbritannien. 2007
4. ↑   BBC News (6 december 2005). Abbas Björn säger nej till återförening. Hämtad den 15 mars 2008.
5. ↑   ABBA vinner "Eurovision 50th" röst. BBC News (23 oktober 2005). Hämtad den 22 augusti 2007.